# 明成祖
明成祖朱棣（1360年5月2日—1424年8月12日），或稱永樂帝，明朝第三位皇帝，公元1402年至1424年在位，在位二十二年，年号永乐。到嘉靖为止的明朝资料称太宗。西藏尊称「文殊皇帝」。
朱棣系明太祖朱元璋皇四子，建文帝的四叔。安徽凤阳人，生于应天府（今江苏南京），時事征伐，並受封為燕王。洪武三十二年或建文元年（1399年）建文帝削藩，燕王遂發動靖难之役，起兵奪位，經過三年的战争，最終胜利，驅逐其姪建文帝奪權篡位稱帝，時年42歲。
明成祖在位期间，改善明朝政治制度，促成发展经济、开拓疆域，並推動迁都北京，使北京成為明清兩朝的政治中心。他命令大學士解縉编修了《永乐大典》，又帶領明朝北征蒙古、南平安南以及鄭和下西洋，讓明朝的國威遠揚四海。明成祖的统治时期被称为永乐盛世，明成祖也被后世称为「永乐大帝」。然而，他加強了太祖以來的專制統治，強化錦衣衛並成立東廠，且残酷镇压忠于建文帝的大臣。又因他在位期間不顧祖訓，重用宦官，也促成明朝中葉後宦官專政的禍根。
明成祖於1424年病重駕崩在榆木川，享壽64歲，后谥号「体天弘道高明广运圣武神功纯仁至孝文皇帝」，原庙号為「太宗」，葬于天壽山长陵。嘉靖十七年（1538）九月，嘉靖帝发动“大礼议事件”，改谥为「启天弘道高明肇运圣武神功纯仁至孝文皇帝」，改上庙号为「成祖」。

## 早期经历
元顺帝至正二十年（1360年）四月十七日（5月2日），朱棣生于应天府（今南京）。
洪武三年（1370年），朱棣十岁，受封燕王。曾居中都（今鳳陽），对民情颇有所知。洪武十三年（1380年），朱棣就藩北平府，之后多次受命参与北方军事活动，两次率师北征，曾招降蒙古乃兒不花，並曾生擒北元大將索林帖木兒，加强了他在北方军队中的影响。
朱元璋晚年，長子太子朱标去世后，洪武二十五年四月，朱元璋于东阁门召集群臣，欲立燕王朱棣为太子，刘三吾等群臣反对，以朱元璋痛哭而结束。朱元璋次子秦王朱樉、三子晋王朱棡先後去世，朱元璋於洪武三十一年（1398年）闰五月駕崩後，四子朱棣不仅在军事实力上，而且在家族尊序上都成为诸王之首。

## 靖难之役

靖难之役过程

### 建文帝削藩
建文帝朱允炆登基後，為了提防燕王谋反，於洪武三十一年十二月派工部侍郎張昺為北平布政使，都指揮使謝貴、張信為北平都指揮使。隨後又命都督宋忠屯兵駐開平，并調走北平原屬燕王管轄的軍隊。
建文元年（1399年），朱棣裝病，使建文帝把作為人質的朱棣三子朱高熾、朱高煦、朱高燧回燕藩；之後由於屬下被朝廷處死，遂裝瘋。由於王府長史葛誠告知朝廷，裝瘋被發覺。
時燕王遣使入金陵奏事，使者被齊泰等審訊，被迫供出燕王的異狀，於是朝廷下密旨，令張昺、謝貴逮捕燕王府的官屬，張信逮捕燕王本人。但張信經過考慮，將此事告知朱棣。於是朱棣和僧人姚道衍等進行舉兵的謀劃，令張玉、朱能將八百勇士帶入府中潛伏，以待變故。

### 燕王起兵
張昺、謝貴得到建文帝密詔后，於七月初四帶兵包圍燕王府。朱棣假意將官屬全部捆縛，請二人進王府查驗。二人進府后，被朱棣府內的死士擒獲，連同府內叛變的葛誠、盧振一同斬殺。當日夜裡，朱棣奪下北平九門，遂控制北平全城。
燕王朱棣起兵，援引《皇明祖訓》，號稱清君側，指建文帝身邊的齊泰和黃子澄為奸臣（謀害皇室親族），需要鏟除，稱自己的舉動為「靖難」（意為「平定災難」），并上書建文帝。
燕軍控制北平后，七月初六，通州主動歸附；七月初八，攻破薊州，遵化、密雲歸附；七月十一，攻破居庸關；七月十六，攻破懷來，擒殺宋忠等；七月十八，永平府（今河北盧龍縣，屬秦皇島市）歸附。七月二十七，為防止大寧軍隊從松亭關偷襲北平，用反間計使松亭關內訌，守將卜萬下獄。至此，北平周圍全部掃清。燕軍兵力增至數萬。
燕軍攻破懷來後，由於領地相距太近，七月二十四日，谷王朱橞逃離封地宣府（今屬張家口，距北京約150公里，距懷來約60公里），奔京師。八月，齊泰等顧慮遼王、寧王幫助燕王，建議召還京師；遼王從海路返京，而寧王不從，遂削寧王護衛。宋忠失敗後，部將陳質退守大同。代王本欲起兵呼應朱棣，被陳質所控制，未果。
七月，朱棣反書到京，朱允炆削朱棣宗室屬籍，廢為庶人。決定起兵討燕。在真定（今河北正定）置平燕布政使司。
耿炳文率軍在八月十三日到達真定，并分兵於河間、鄚州（河北任丘北约30里）、雄縣，為犄角之勢。在經過觀察後，八月十五日，燕軍趁中秋夜敵軍不備，偷襲雄縣；成功後又利用伏擊擊敗了鄚州的援兵，遂攻克鄚州，收編剩餘的部隊。八月二十四日，燕軍到達無極縣。從樵夫和中央軍被俘士兵處得知敵情，於是燕軍發動決戰。
二十五日，燕軍趁耿炳文送使臣出城時偷襲中央軍，炳文逃回城中后，怒而迎戰。在燕軍主力與耿炳文軍相持時，朱棣親自率軍襲擊其側翼，耿炳文大敗潰逃，中央軍投降三千多人。中央軍狼狽逃回城中，城池差點失守。部將李堅、甯忠、顧成等被俘；士兵被殺、被俘數萬人（后放還）。耿炳文率殘部不到十萬人在真定堅守不出，燕軍攻城三天不克。八月二十九日，燕軍返回北平。顧成降燕之後，留在北平協助燕世子朱高熾守城。
耿炳文戰敗，朱允炆開始擔憂戰事，考慮換將。黃子澄說曹國公李景隆是名將李文忠之子，建議他接任；齊泰反對，但建文不聽。八月三十日，拜李景隆為大將軍，誓師出征，并召回耿炳文。李景隆以德州為大本營，調集各路兵馬包括耿炳文敗兵，增兵至五十萬人，九月十一日進至河間。
朱棣聽說朝廷以五十萬傾國之兵交付李景隆，大喜過望，說：「李景隆不會用兵，給他五十萬大軍，根本是自取滅亡。趙括之失必然重演，我軍必勝。」

### 大勝李景隆
九月初一江陰侯吳高率辽东兵攻打永平郡，九月廿五，攻陷永平郡，決定趁勢偷襲大寧（今內蒙古寧城）以獲得其精銳部隊；另一方面利而誘之，將中央軍引至「空城」北平下。九月廿八，出師。。十月初六，燕軍經小路到達大寧城下。朱棣單騎入城），見寧王朱權，向朱權求救。在居大寧期間，朱棣令手下吏士入城結交并賄賂大寧的軍官等。十月十三，朱棣提出告辭，朱權在郊外送行，伏兵盡起，大寧軍紛紛叛變，歸附朱棣。於是朱權與王妃、世子等一同隨朱棣前往北平，而大寧的全部軍隊（包括其騎兵精銳朵顏三衛）都被朱棣收編。大寧成為空城。朱棣實力大增。十月十九，燕軍在會州整編，分立五軍（中前左右後）。十月廿一，入松亭關。
十一月初五，渡白河（時已結冰，渡河處在今北京順義區東），打敗李景隆的哨探陳暉部隊萬餘人。李景隆大敗。李景隆令鄭村壩所有軍隊輕裝撤退。。燕軍輕易擊潰城下的敵軍，獲得大量物資。此戰中央軍喪師十餘萬。十一月初九，朱棣回到北平城，再次上書，惠帝不應。十二月十九日，朱棣出師攻打大同。十二月廿四，抵達廣昌，守將楊宗投降。建文二年（1400年）正月初一，燕軍抵達蔚州，守將王忠、李遠投降。二月初二，燕軍攻大同。李景隆前来救援。李景隆走出紫荊關后，燕軍從居庸關返回北平。中央軍兵力、裝備大量損失，士氣受到重創。
建文二年四月，李景隆從德州，郭英、吳傑等從真定誓師北伐兵力增至六十萬。燕軍亦出。四月二十日，燕軍渡過玉馬河。四月廿四，燕軍戰鬥失利。。次日（四月廿五），再次交战。。四月廿七，燕軍進攻德州。初九，燕軍進入德州。五月十五，燕軍攻濟南，李景隆逃走。燕軍遂圍濟南。十月，朝廷召李景隆回南京。黃子澄、練子寧、葉希賢等上書，請求立斬李景隆。朱允炆不聽。鄭村壩之戰和白溝河之戰，使得两军攻守形勢逆轉。
燕軍圍濟南。右參政鐵鉉、盛庸堅守。朱棣射信入城招降，未果。五月十七，燕軍掘開河堤，放水灌城。鐵鉉決定派千人詐降，誘朱棣進城。朱棣圍城攻打三個月。六月，惠帝遣使求和，朱棣不聽。七月，平安進軍河間，擾亂燕軍糧道。八月十六，朱棣撤兵回北平。盛庸、鐵鉉追擊，大敗燕軍，收復德州。
建文二年十月，朱棣決定再度南下，十月廿七到達滄州。燕軍僅用兩天就攻下滄州，徐凱等投降。燕軍自長蘆渡河，十一月初四到達德州。朱棣招降盛庸未果，遂南下。十一月，燕軍到達臨清，焚其糧船。燕軍從館陶渡河，先後到達東阿、東平，威脅南方，迫使盛庸南下。盛庸在東昌（今山東聊城）決戰。十二月廿五，燕軍至東昌。朱棣仍然親自率軍衝鋒，盛庸開陣將朱棣誘入，然後合圍，張玉被中央軍包圍戰死。次日，燕軍再次戰敗，遂北還。在擊退中央軍的阻截后，建文三年正月十六，燕軍返回北平。
朱棣與姚廣孝商議，姚廣孝強烈支持再次出兵。二月十六，朱棣再次出師。三月二十日，燕軍探知盛庸在夾河（今河北省衡水市武邑縣附近，漳河支流）駐紮，於是駐紮在距對方四十里的地方。三月廿二，燕軍進兵夾河 。朱棣率領一萬騎兵和五千步兵攻擊盛庸軍左翼，不能入。此時燕將譚淵望見已經開戰，於是主動出兵攻打。朱棣、朱能等則趁中央軍調動產生的混亂，趁暮色向中央軍後方猛攻，斬殺莊得。此戰殺傷相當，但燕軍損失了大將譚淵。當夜，朱棣率領十餘人在盛庸營地附近露宿；次日（三月廿三）清晨，發現被中央軍包圍。朱棣再次利用禁殺之旨，引馬鳴角，穿過敵軍，揚長而去。中央軍愕然，不敢射箭。
朱棣回到營中，鼓勵眾將「兩軍相當，將勇者勝」，於是再次會戰，雙方互有勝負。戰鬥打了七八個小時后，盛庸大敗，損失了數萬人，退回德州。吳傑、平安引兵準備會合盛庸，聞庸已敗，退回真定。夾河之戰結束。夾河之戰重新確立了燕軍的優勢。閏三月初四，朱允炆因夾河之敗，再次罷免齊泰、黃子澄，謫出京城，暗中令其募兵。
擊敗盛庸后，朱棣進軍真定 。閏三月初九，兩軍會於藳城交戰 。次日，復戰，南軍不能支，大敗而去 。朱棣將射成刺猬的軍旗送回北平，令世子朱高熾妥善保存，以警示後人。從白溝河、夾河到藳城，燕軍三次得大風相助而勝，朱棣認為這是天命所在，非人力所能為。夾藳之戰再次使南軍損失慘重，正面戰場戰事稍緩和。南軍改為通過談判、反間、襲擊後方等方式間接作戰。擊敗平安後，燕軍南下，先後經過順德、廣平、大名，并駐紮於大名。諸郡縣望風而降。
朱棣聽說齊黃被貶，上書和談，表示「奸臣竄逐而其計實行，不敢撤兵」。朱允炆得書，與方孝孺討論，方孝孺表示可以借此機會遣使回報，拖延時間，并懈怠其軍心；同時令遼東等軍隊攻其後方，以備夾攻。於是（四月）惠帝令大理寺少卿薛嵓去見朱棣，傳詔并秘密在軍中散佈相關消息。薛嵓見朱棣，說「朝廷言殿下旦釋甲，暮即旋師。」朱棣表示這連三尺小兒也騙不過。薛嵓無言以對。五月初一，盛庸、吳傑、平安等分兵騷擾燕軍餉道。朱棣遣使者進京表示盛庸等不肯罷兵，必有主使。惠帝聽從方孝孺的意見，將其下獄（一說誅殺），和談破裂。
朱棣見和談破裂，從濟寧南下，成功焚燒大量中央軍糧船，京師大震，德州陷入窘境。
七月，燕軍進攻彰德，林縣投降。七月初十，平安自真定趁虛攻北平，擾其耕牧。朱高熾固守。朱棣分兵回援；（九月十八）平安與戰不利，退回真定。由於河北戰事不利，方孝孺想出了反間計，利用朱高熾（長子）和朱高煦（次子）的矛盾，先寫一封信給守北平的高熾，令其歸順朝廷，許以燕王之位；然後派人告訴朱棣和高煦（隨軍）世子密通朝廷，以使燕軍北還。但朱高熾得到信後，根本沒有拆開，將朝廷使者連人帶信一起送往朱棣處。反間計失敗。
七月十五，盛庸令大同守將房昭入紫荊關威脅保定，據易州西水寨以窺北平。朱棣回兵救援。朱棣分兵守保定，并包圍房昭的山寨。十月初二，燕軍與真定援兵和房昭軍決戰，房昭退回大同。十月廿四，燕軍回到北平。之後又擊敗了襲永平的遼東敵軍。
建文三年冬，南京有宦官因犯錯被處罰，逃到朱棣處，告知南京守備空虛。朱棣遂決定直接率兵南下，臨江一決。道衍亦支持不再與盛庸、平安等糾纏，直趨京師。

### 攻克南京
1401年（建文三年十二月初二），燕師復出。十二月十二，到達蠡縣（約在保定以南50公里）。建文四年（1402年）正月，燕軍南下至館陶渡河，長驅直入。正月十四，陷東阿；正月十五，陷東平；正月十七，陷汶上；正月廿七，陷沛縣（進江蘇）；正月三十，到達徐州。惠帝見燕軍再次出動，三年十二月令駙馬都尉梅殷（惠帝的姑父，顧命大臣）任總兵官，鎮淮安。建文四年正月初一，將遷往蒙化的朱橚（廢周王）召回南京。命魏國公徐輝祖率兵援山東。
二月初一，何福、平安、陳暉進兵濟寧，盛庸進兵淮上。二月廿一，朱棣擊敗徐州的出戰軍隊，徐州自此閉城死守。朱棣繼續南下。三月初一，燕軍進逼安徽宿州。三月初九，抵達渦河（今安徽蚌埠市懷遠縣以北）。平安帶兵來追；但三月十四日在淝河中了朱棣所設的伏兵，只得退回宿州。三月廿三，朱棣遣將斷徐州餉道，鐵鉉等率兵圍攻，互有勝負。四月十四，燕軍進達睢水之小河，搭浮橋。次日，平安、何福領軍奪橋，雙方隔河僵持。數日後，中央軍糧盡，朱棣決定偷襲。半夜，渡河繞至敵後；四月廿二，雙方戰於齊眉山（靈壁縣西南三十里），中央軍大勝，斬燕將李斌。
燕軍陷入窘境。四月廿三，燕軍眾將要求北返，朱棣不同意，說「欲渡河者左，不欲者右。」大部份人站於左側，朱棣怒。朱能這時強力支持朱棣，表示「漢高祖十戰九不勝，卒有天下」，堅定了燕軍堅持的決心。
這時，朝廷訛傳燕軍已兵敗，京師不可無良將，遂召回徐輝祖。四月廿五，考慮到在河邊不易防守，何福移營，與平安在靈壁（一作靈璧）深溝高壘作長遠之計。由於糧道被燕軍阻礙，平安親自率兵六萬護衛糧草。四月廿七，朱棣率精銳襲擊平安，將其一分為二；何福全軍出動救援，朱高煦也率伏兵出現，何福敗走。
中央軍缺糧，何福與平安決定次日（廿九）突圍而出，在淮河取得給養，號令為三聲炮響；次日，燕軍攻打靈壁墻壘，進攻信號正巧也是三聲炮響。於是中央軍以為是己方號炮，紛紛奪路而逃；燕軍趁勢進攻，中央軍全軍覆沒。靈壁之戰就此意外結束。此戰燕軍生擒了陳暉、平安、馬溥、徐真、孫成等三十七員敵將，四名內官（宦官），一百五十員朝廷大臣，獲馬二萬餘匹，降者不計其數。只有何福單騎逃走。
靈璧之戰後，燕軍向東南方向直線前進。五月初七下泗州，朱棣謁祖陵。盛庸在淮河設下防線阻礙燕軍渡河，朱棣在嘗試取道淮安、鳳陽受阻後，遣朱能、丘福率士兵數百人繞道上游乘漁船渡河，五月初九從後方突襲盛庸，盛庸敗走。燕軍遂克盱眙。
五月十一，燕軍向揚州方向前進，五月十七到達天長（揚州西北50公里）。守揚州的監察御史王彬本想抵抗，但屬下反叛，趁其沐浴時綁縛之。五月十八，揚州不戰而降。隨後高郵歸降。
揚州失陷，金陵震動。朱允炆驚慌不已，與方孝孺商議後，先後定下如下幾個救急方法：下罪己詔；號召天下勤王；派練子寧、黃觀、王叔英等外出募兵；召回被貶黜的齊泰、黃子澄；遣人許以割地求和，拖延時間。
五月廿二，朱允炆遣慶成郡主（朱元璋的侄女、朱棣的堂姐）與朱棣談判，表示願意割地。朱棣說「此奸臣欲姑緩我，以俟遠方之兵耳。」郡主無言以對，遂返。
六月初一，燕軍準備從浦子口渡江，但遇到了盛庸最後的抵抗。燕軍戰不利，此時朱高煦引兵來援，殊死力戰，擊敗盛庸。隨後南軍的一支水軍部隊降燕，燕軍遂於六月初三自瓜洲渡江，并再次擊敗退守此地的盛庸。六月初六，燕軍至鎮江，守將率城投降。
六月初八，燕軍駐紮於龍潭（距京師金陵東約30公里），朝廷大震。朱允炆徘徊殿間，召方孝孺問計。方孝孺表示城中尚有二十萬兵，應堅守待援；即使真戰敗，國君為社稷而死，是理所應當的。可以再派大臣、在京諸王前往談判以拖延時間。於是六月初九，派李景隆、茹瑺等見朱棣，再次談判；朱棣表示割地無名，只要奸臣。六月初十，遣谷王朱橞（建文元年逃回京城）、安王朱楹等第三次前往談判，無果。
六月十二，外出募兵的大臣們仍未返回，朱允炆只得派在京諸王和武臣們守衛各門。時左都督徐增壽（徐達子，輝祖弟）謀內應，被一群文官圍毆。
六月十三，燕軍抵金陵（南京）。徐增壽作內應，事敗，被朱允炆親自誅殺於左順門。守衛金川門（位於南京城西北面）的朱橞和李景隆望見朱棣麾蓋，開門迎降。
燕軍進南京，朱棣入城，朱允炆見事不可為，遂在皇宮放火。馬皇后死於大火，朱允炆本人不知所終；此後其下落成為千古謎團。

## 南京称帝

### 建立稱帝之正當性
朱棣进入南京後，並未立即登基即帝位，須知當初朱棣起兵，是以“清君侧”為由，為了建立其即帝位之正當性，做了以下三件事：
第一，宣稱建文帝朱允炆已自焚身死：建文四年六月十三日，南京城陷時，皇宮大火，馬皇后葬身火海 。隨後朱棣入城，派人找出馬皇后的屍體，指認其為朱允炆，並執其手哭「癡兒，何至是！」 。
第二，誅殺建文帝朝重臣，即所謂“清君侧”：建文四年六月廿五，明成祖誅殺齊泰、黃子澄、方孝孺等建文帝大臣，並滅其族，以懲其惡 。
第三，謁明孝陵：朱棣进城之时，翰林院編修楊榮迎於馬首，說：「殿下先謁陵乎？先即位乎？」提點朱棣應先要拜謁太祖陵寢（明孝陵），而不是急著先登帝位 。次日（建文四年六月十四日）起，諸王及文武群臣多次上表勸進，朱棣不允 。建文四年七月十七日，朱棣謁明孝陵，諸王及文武群臣暨軍民耆老，再三勸進，朱棣再三推辭，最後為江山社稷計，不得已於當日登基即位 。

### 登基即位
建文四年七月十七日，朱棣登基即位，改元永樂，時年四十二歲，是為明成祖 。明成祖重建奉天殿（舊殿被朱允炆所焚），刻玉璽。同年十一月十三日，封王妃徐氏為皇后。
朱棣登基称帝后，对靖难功臣进行了封赏。追赠封王两人，为：朱能（东平武烈王）；张玉（河间忠武王）。
封公二十三人，为：朱能（成国公）；丘福（淇国公）；徐增寿（定国公）；陈亨（泾国公）；郭亮（兴国公）；李彬（茂国公）；李遠（莒国公）；柳升（融国公）；徐忠（蔡国公）；袁容（沂国公）；郑亨（漳国公）；姚广孝（荣国公）；张信（郧国公）；王聪（漳国公）；顾成（夏国公）；张武（潞国公）；陳珪（靖国公）；薛禄（鄞国公）；王真（宁国公）；吴允诚（凉国公）；李讓（景国公）；孟善（滕国公）；張輔（英国公）。
封侯十五人，为：陳瑄（平江侯）；何福（宁远侯）李濬（襄城侯）；孙岩（应成侯）；房宽（思恩侯）；王友（清远侯）；王忠（靖安侯）；劉榮（广宁侯）；火真（同安侯）；王寧（驸马都尉，永春侯）；宋晟（西宁侯）；郭义（安阳侯）；谭渊（崇安侯）；柳升（安远侯）；薛绶。
封伯十八人，为：陈贤（荣昌伯）；陈旭（云阳伯）；刘才（广恩伯）；张兴（安乡伯）；房胜（富昌伯）；徐理（武康伯）；徐祥（兴安伯）；金玉（会安伯）；高士文（建平伯）；陈志（遂安伯）；唐云（新昌伯）；茹瑺（忠诚伯）；王佐（顺昌伯）；许诚（永新伯）；薛斌（永顺伯）；薛贵（安顺伯）；赵彝（忻城伯）；朱荣（武进伯）。
明成祖登基后不承認建文年號，七月初一（一說六月十八日），將建文元、二、三、四年改為洪武三十二至三十五年，次年改元永乐元年。凡建文年間貶斥的官員，一律恢復職務（如靖難初期因離間被貶的江陰侯吳高被再次起用，守大同）；建文年間的各項改革一律取消；建文年間制定的各項法律規定，凡與太祖相悖的，一律廢除。但一些有利於民生的規定也被廢除，如建文二年下令減輕洪武年間浙西一帶的極重的田賦，至此又變重。

### 殘害建文舊臣
明成祖在靖難之役結束后，为了佐证他“清君侧”的起兵宣言，向金陵軍民發布公告：「諭知在京師的軍民人等，我先前一向守望我藩的封地，卻因奸臣弄權作威作福，導致我家骨肉被其殘害，所以不得不起兵誅殺他們，乃是要扶持社稷和保安宗親、藩王。今次研擬安定京城，有罪的奸臣我不敢赦免，無罪者我也不敢濫殺，如有小人藉機報復，擅作綁縛、放縱、掠奪等事情因而禍及無辜，並非我的本意。」
建文四年六月廿五，明成祖誅殺齊泰、黃子澄、方孝孺等建文帝大臣（幾乎都是文官），滅其族，史稱壬午殉難。其中據清修《明史》、明遺民談遷所著《國榷》、明朝官方史書《明實錄熹宗實錄》記載，方孝孺被誅十族（九族加朋友門生），受牽連而死者共873人，充軍等罪者千餘人，當中被救的倖存者有假借余姓逃過一劫的方孝孺的幼子方德宗。而因黃子澄受牽連的有345人。景清降後密謀行刺，事敗，八月十二被殺，滅九族；後屠其家鄉，謂「瓜蔓抄」。
此外，眾多建文舊臣如卓敬、暴昭、練子寧、毛泰、郭任、盧植、戴德彝、王艮、王叔英、謝升、丁志方、甘霖、董鏞、陳繼之、韓永、葉福、劉端、黃觀、侯泰、茅大芳、陳迪、鐵鉉等等也都被酷刑處死或自盡，史稱：「忠憤激發，視刀鋸鼎鑊甘之若飴，百世而下，凜凜猶有生氣。」他們的家屬和親人也被牽連，死者甚眾。被流放、逼作妓女及被其它方式懲罰的人也不少。明仁宗即位後，大部份人始獲赦免，而餘下的人的後代卻遲至明神宗時始獲赦免。建文帝被朱棣篡位後，朝野為之盡忠死節者甚眾，不及備載。
在大肆誅殺之外，當月，明成祖將忠於建文帝的魏國公徐輝祖下獄，但顧及其父是中山王徐達，其姊即成祖仁孝文皇后，還是釋放了他，僅削其爵位。輝祖死後，其子嗣魏國公爵。黃觀被明成祖所嫉恨，其狀元的身份被革去，故明代保持三元及第記錄的只有商輅一人。耿炳文、盛庸、平安（靈壁之戰降）、何福、梅殷等将领投降後都受到迫害自杀身亡。

## 巩固統治

### 再次削藩与加强集权
永乐初，明成祖为了安抚诸位藩王，稳定国内局势，同时表示自己和建文帝的不同，曾先后复周、齐、代、岷诸親王旧封；建文帝的弟弟吴王朱允熥、衡王朱允熞、徐王朱允𤐤尚未就藩，明成祖皆降为郡王，同年又将已就藩的朱允熥、朱允熞召到燕京，以不能匡正建文帝为由废为庶人，软禁于凤阳，仅留朱允𤐤奉祀懿文太子，而朱允𤐤不久也于永乐四年死于火灾。当其皇位较巩固时，继续实行削藩。周、齐、代、岷诸王再次遭到削夺；迁宁王于南昌；徙谷王于长沙，旋废为庶人；削辽王护卫。
军事上，为了填充边塞藩王内迁后的空白，以何福充总兵官镇守陕西等处，韩观充总兵官镇守江西等处为开端，明成祖陆续在山东、云南、浙直、辽东、广西、贵州、甘肃、大同、江西、广东、陕西等十三省、镇设立镇守总兵，同时对镇守西北地区的宋晟与镇守西南地区的沐晟通过联姻等方式加以笼络，得以很快在全国范围内建立起了有效的统治。
在政治上，明成祖继续实行太祖的徙富民政策，以加强对豪强地主的控制。明成祖时期，完善了文官制度，在朝廷中逐渐形成了后来内阁制度的雏形。永乐初开始设置內閣，选资历较浅的官僚入阁参与机务，解决了废罢中书省后行政机构的空缺。朱棣重视监察机构的作用，设立分遣御史巡按天下的制度，鼓励官吏互相讦告。他善利用宦官出使、专征、监军、分镇、刺臣民隐事。
明成祖即位之初，对洪武、建文两朝政策进行了某些调整，提出“为治之道在宽猛适中”的原则。他利用科举制及编修书籍等笼络地主、士人，宣扬儒家思想以改变明初過事佛、道教之风，选择官吏力求因才而用，为当时政治、经济、军事、文化等方面的发展奠定了思想和组织基础。

### 重设锦衣卫与设立东厂
在全国局势稳定之后，明成祖为了加强对大臣的监控，恢复洪武时废罢的锦衣卫。同时，明成祖又设置镇守内臣的东厂衙门，厂卫合势，强化专制统治。
永乐十八年（1420年），明成祖為了鎮壓政治上的反對力量，觉得锦衣卫不足以达成目的，決定設立一個稱為「東緝事廠」，簡稱“東廠”的新衙門，地點位於燕京（今北京）東安門之北，一說東華門旁。（今北京东城区东厂胡同，據說系原东厂所在地。）
東廠的行政長官為欽差掌印太監，全稱職銜為：欽差總督東廠官校辦事太監，簡稱提督東廠，尊稱為「廠公」或「督主」。初設時由司禮監掌印太監兼任，後因事務繁雜，改由司禮監秉筆太監中位居第二、第三者擔任。東廠的屬官有掌刑千戶、理刑百戶各一員，由錦衣衛千戶、百戶來擔任，稱貼刑官。隸役（稱掌班、領班、司房，共四十餘人）、緝事（稱役長和番役）等軍官由锦衣卫撥給。

### 修改《大明律》
明初《大明律》明令：「凡樂人搬做雜劇戲文，不許妝爾扮帝王后妃、忠臣節烈、先聖先賢神像，違者杖一百。官民之家容扮者與同罪」，以壓迫雜劇創作，明成祖即變本加厲，以極刑來禁止此類雜劇的印賣：「但有褻瀆帝王聖賢之詞曲、駕頭雜劇，非該律所載者，敢有收藏、傳誦、印賣，一時拿送法司究治」，「但這等詞曲，出榜後，限他五日，都要乾淨，將赴官燒毀了，敢有收藏的，全家殺了」。

## 永乐盛世

### 迁都北京

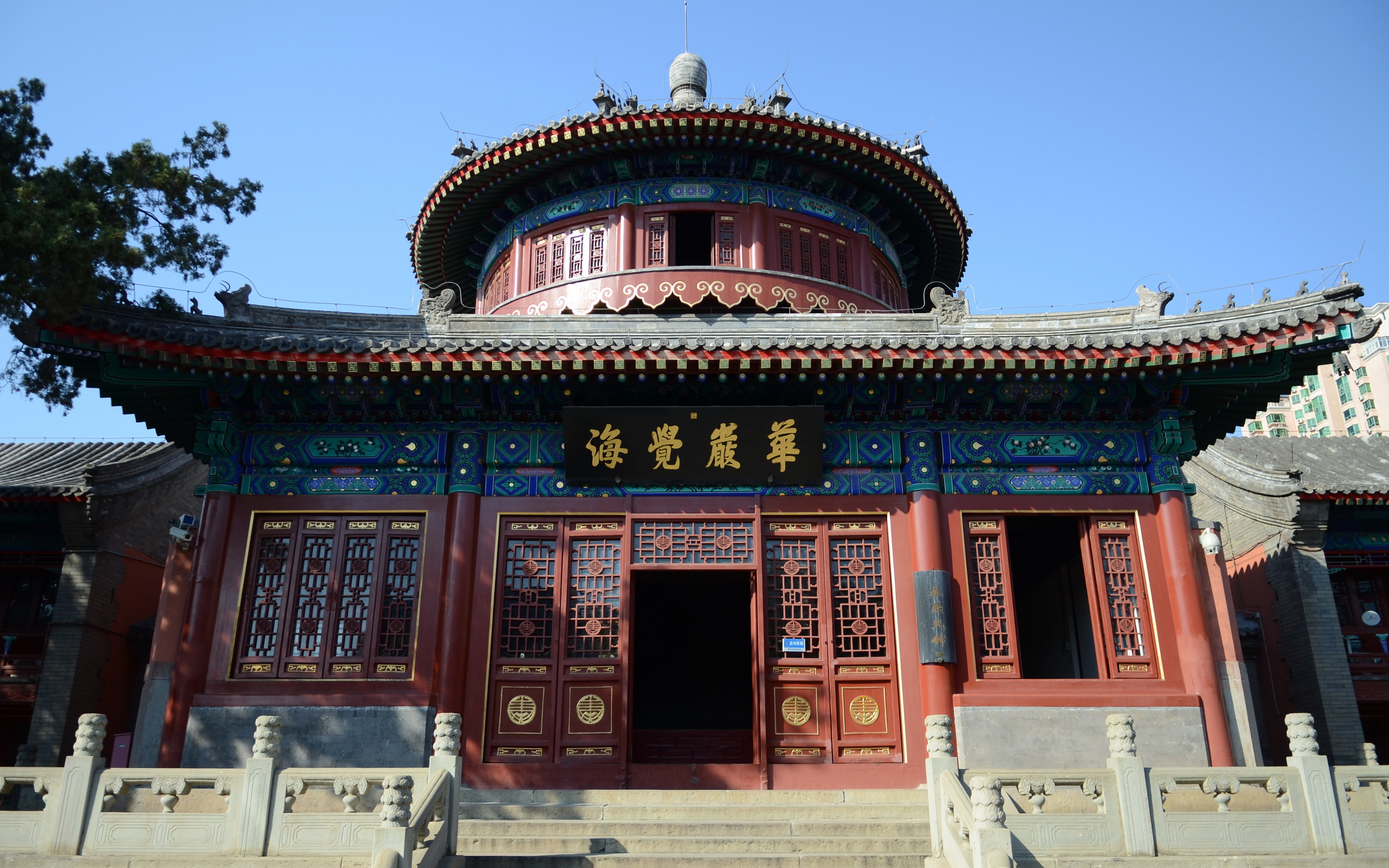
悬挂永乐大钟的钟楼

明成祖十分重視經營北方，加之自己兴起于北平（今北京），因此明成祖在南京即位后，于永乐元年改北平為行在，設六部，增設北京周圍衛所，逐漸建立起北方新的政治、軍事中心。永乐七年（1409年），明成祖开始了營建北京天壽山長陵，以示立足北方的決心。與此同時，爭取與蒙古族建立友好關係。韃靼、瓦剌各部先後接受明政府封號。永乐八年（1410年）至二十二年（1424年），朱棣親自率兵五次北征，鞏固了北部邊防。永乐五年（1407年）開工修建北京宮殿也就是紫禁城（但後來部分宮殿被李自成放火燒毀，清初又重新修復），直至永樂十八年(1420)始完工。永乐十九年（1421年），明成祖正式遷都，定鼎北京。

### 发展经济
明成祖注意社会经济的恢复与发展，认为“家给人足”、“斯民小康”是天下治平的根本。他大力发展和完善军事屯田制度和盐商开中则例，保证军粮和边饷的供给。在中原各地鼓励垦种荒闲田土，实行迁民宽乡，督民耕作等方法以促进生产，并注意蠲免赈济等措施，防止农民破产，保证了赋役征派。
明成祖对各地方官吏要求极为严格，要求凡地方官吏必须深入了解民情，随时向朝廷反映民间疾苦。永乐十年(1412年)，朱棣命令入朝觐见的地方官吏五百余人各自陈述当地的民情，还规定“不言者罪之，言有不当者勿问’。之后，永乐帝宣布“谕户部，凡郡县有司及朝使目击民艰不言者，悉逮治。”即地方官或中央派出的民情观察员，如果看到民间疾苦而不实报的，要逮捕法办。对民间发生了灾情，地方上要及时赈济，做到“水旱朝告夕振，无有雍塞”。通过这些措施，永乐时“赋入盈羡”，达到有明一代最高峰，史称永乐盛世。

### 经营边疆

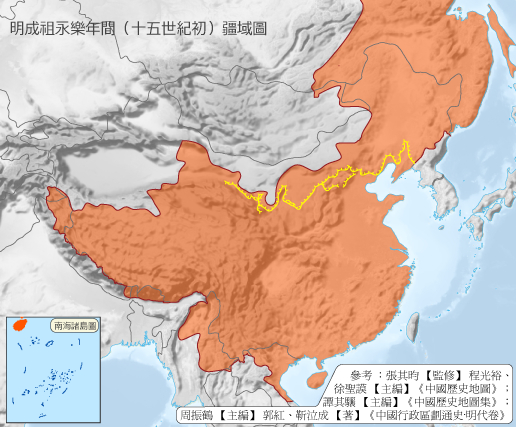
《中国历史地图集》中描绘的明永乐年间的明朝最大疆域，包括羁縻地东北地区（包括外东北）、新疆哈密、青藏地区（有爭議）和短暂占据的安南地区。

西南边疆，永乐十一年（1413年），平定思南、思州土司叛亂後，設立貴州布政使司。為加強對烏思藏（今西藏）地區的控制，朱棣派遣官吏迎番僧入京，給予封賜，尊為帝師。不過，史學界對明朝是否實際統治了西藏存在較大的爭議。
永乐年间，明朝在藏区建立一套僧官制度，僧官分教王、西天佛子、大国师、国师、禅师、都纲、喇嘛等，每级依受封者的身份、地位进行分封。如明成祖即位的当年，即派侯显前往乌思藏迎请噶玛噶举派的第五世噶玛巴活佛，后封其为“大宝法王”。1406年，明成祖又遣使入藏封乌思藏帕竹第五任第悉扎巴坚赞为“阐化王”。明封八王中的两大法王、五大教王都是永乐时期封授的。此外，明成祖依僧官制度还进行了大规模的分封，由此明朝对藏区的各政教势力由上至下各级首领的分封基本完成。但明朝并未在烏思藏等地区驻军。亦有学者通过对比元朝对于西藏的实际管辖，认为明朝上面这些对藏人名义上的封授并不能被认为拥有在西藏的实际政治权力。《劍橋中國明代史》亦指出：「無論是在經濟領域，還是在政治領域，西藏人都未覺得他們是明朝廷臣民。另外，他們無須中明朝居中調解而維持著與其他國家和民族的關係。」
东北边疆，永乐七年（1409年）在女真地區，設立奴儿干都司。明成祖永乐元年（1403年）派邢枢等传谕奴儿干，正式招抚诸部，擴大明朝東疆。永乐二年（1404年），置奴儿干等卫所，其后在当地相继建卫所达一百三十餘。永乐七年（1409年）明政府设置奴儿干都指挥使司管辖奴儿干地区的所有军事建制机构。永乐九年（1411年）正式开始行政管辖权。都司的主要官员初为派駐數年而輪調的流官，后为當地部落領袖所世袭。明成祖為了安撫東北女真各部，在歸附的海西女真（位於松花江上游）與建州女真（位於松花江、牡丹江之間）設置衛所，並派宦官亦失哈安撫位於黑龍江下游的野人女真。亦失哈并于1413年视察了库页岛，宣示了明朝对此地的主权。在奴儿干都司官衙所在地附近建有永宁寺，立有永宁寺碑，清代曹廷杰于1885年曾拓回碑文。同时，明成祖撤去大宁都司，将宁王朱权内迁南昌，授予兀良哈蒙古的朵颜、泰宁和福余三个卫所自治权，但不允许三卫蒙古人南迁到大宁地区驻牧。明成祖还于1406年和1422年对兀良哈蒙古进行镇压，以维持这一地区的稳定。
辖区内主要居民为蒙古、女真、吉里迷（尼夫赫人）、苦夷（阿伊努人）、达斡尔等族人民，分置卫所，以各族首领为各卫所都督、都指挥、指挥、千户、百户、镇抚等职，给予印信。据《明史》记载，奴儿干都司有卫三百八十四，所二十四，站七，地面七，寨一。都司治所奴儿干城（元朝征东元帅府旧地，今俄罗斯尼古拉耶夫斯克特林），在黑龙江下游东岸，下距黑龙江口约两百公里，上距吉林船厂约两千五百公里。明宣宗即位后，奴儿干都司于宣德九年（1434年）正式废弃，共持续25年。
西北边疆，永乐四年（1406年）設立哈密衛。此前，察合台的后裔肃王兀纳失里於明洪武十三年（1380年），开始向明朝纳贡，被明太祖封为哈密国王。其子脱脱向明成祖朝贡，永乐四年（1406年）三月，明成祖宣布设立哈密卫，以其头目马哈麻火者等为指挥、千百户等官，又以周安为忠顺王长史，刘行为纪善，辅导。之后，哈密国成为设有明朝羁縻卫所的王国，忠顺王是哈密国王，哈密卫指挥使掌握哈密兵权，另有汉人长史。

### 兴修水利
明成祖很重视河工，永乐九年（1411年）朱棣於疏浚會通河為保證北京糧食與各項物資的需要。朱棣命開漕運。漕運在元朝至元年間即有，然而卻因會通河一段水淺而無法大量載運物資，於是元朝均以海運為主。明朝初期，傳餉遼東、北平的途徑也均以海運為主。洪武二十四年，黃河在原武絕口，會通河於是被淤。
永乐年间，明成祖遷都北京，採用河路、海路并運。當時海運危險且多有損失；而河運卻經過淮河轉沙河，然後經過黃河進入衛河，於此轉入北京，陸運須經過八個衛所，勞民傷財。濟寧州同知潘叔正上疏建議浚通會通河，使得元朝運河恢復。於是，朱棣命宋禮、刑部侍郎金純、都督周長前往治理。會通河首要問題為水源不足，宋禮採用汶上老人白英的建議，修築埋城與戴村坝，橫截汶水向南，經河面最高端南旺分水，流入運河，且使黃河不會影響漕運。同年八月還京，論首功，受上賞。
次年，因御史許堪進言衛河水患，朱棣再命宋禮前往治理。宋禮在魏家灣分支黃河，泄水入土河，於是從德州西北開一支支流，到海豐、大沽流入大海。此時，宋禮以海運損失巨大、勞民傷財，上言請求停止海運，而恰逢平江伯陳瑄治理長江、淮河等告竣。於是河運從此昌盛，可運大型物資。永樂十三年，朱棣遂終止海運。
永乐十三年（1415年）鑿清江浦，使大運河重新暢通，對南北經濟文化交流與發展起了重要的作用。
永乐年间，明成祖还派夏原吉治水江南，疏浚吴淞。

### 对外关系
对外关系方面，除了安南在永乐年间被明成祖以武力纳为郡县外，明朝整体对外关系保持了和平。
东北方面，洪武二十五年（1392年），李成桂接受高丽恭让王禅让，建立朝鲜王朝，明太祖虽然根据其意愿赐予“朝鲜”为其新国号，但始终不予正式册封，两国还发生两次表笺风波，关系紧张，朝鲜国内甚至出现征伐辽东的思潮。洪武三十一年（1398年），李芳果在其弟李芳远发动第一次王子之乱后获得明惠宗册封。其后李芳远发动第二次王子之乱即位后，仍旧在建文三年（1401年）获得明惠宗册封。明成祖取得靖难之役胜利后，于永乐元年（1403年）二月重新册封李芳远为朝鲜国王，两国关系由此进入稳定的宗藩关系。
与日本的关系，明成祖即位后，遣使日本，成功与日本室町幕府第三位将军足利义满建立起外交关系，足利义满在永乐元年（1403年）接受明成祖册封为“日本国王”，两国不仅建立起政府层面的勘合贸易，足利义满还动用官方力量帮助明朝处理明初倭寇问题。明成祖还在永乐四年（1406年）封日本阿苏山为“寿安镇国之山”。永乐六年（1408年），足利义满去世后，继任的其子足利义持很快改变政策，与明朝断绝外交关系，加之倭寇猖獗，明成祖甚至一度动了征伐日本的念头，不过后来随着对倭寇作战胜利，并没有实行，但两国关系也因此再度转冷。
与帖木儿帝国方面，帖木儿去世后，帖木儿帝国陷入内战，最终夺取政权的沙哈鲁释放了此前拘留的明朝使者，两国建立起稳定的关系，明成祖还多次派遣吏部驗封司員外郎陳誠、中官李達等官員出使西域。隨後西域的帖木兒帝國、吐魯番、失剌斯、俺都準、火州也與明朝多次互派使者往來，加強了政治、駐軍和貿易往來，全國統一形勢得到進一步發展和鞏固。

### 永乐大典
在政治稳定、经济繁荣、边疆稳定的局面下，为整理知识，明成祖令解縉等人修书。編撰宗旨：「凡书契以來经史子集百家之书，至於天文、地志、阴阳、医卜、僧道、技艺之言，备辑为一书，毋厌浩繁！」，召集一百四十七人，首次成书于永乐二年（1404年），初名《文献集成》；明成祖過目後認為「所纂尚多未備」，不甚滿意。永樂三年（1405年）再命姚廣孝、鄭賜、劉季篪、解縉等人重修，這次動用編寫人員朝野上下共二千一百六十九人，啟用了南京文淵閣的全部藏書，永樂五年（1407年）定稿進呈，明成祖看了十分滿意，親自為序，並命名為《永樂大典》，清抄至永樂六年（1408年）冬天才正式成書。
《永乐大典》由解縉、太子少傅姚廣孝和禮部尚書鄭賜監修，組織上設監修、總裁、副總裁、都總裁等職，負責各方面工作。監修：解縉、姚廣孝、鄭賜；總裁：副總裁：蔣用文、趙同友；都總裁：陳濟。
《永乐大典》修書過程對所收錄的書籍沒有做任何修改，採用兼收並取的方式，保持了書籍原始的內容。明成祖修大型類書《永樂大典》，在三年時間內即告完成。《永樂大典》有22877卷，其中凡例、目錄60卷，全書分裝為11095冊，引書達七八千種，字數約有三億七千多萬，且未有任何刪節，這是清朝《四庫全書》無法相提並論的。但成祖并未将《永乐大典》复写刊刻，而决定只制作一份抄本，并于1409年完成。永乐年間修訂的《永樂大典》原書只有一部，現今存世的都是嘉靖年間的抄本。

## 郑和七下西洋

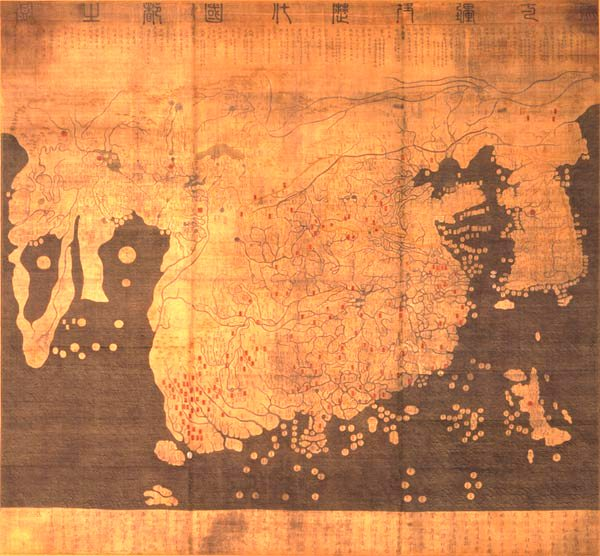
15世纪初，朝鲜所制的《混一疆理历代国都之图》，显示郑和时代的明朝及其藩属国的世界观。

明成祖时期，为了开展对外交流，扩大明朝的影响，同时确立自己即位的正统性，从永乐三年起，朱棣派三宝太监郑和（初名馬三寶）率领船队六次出使西洋（第七次在明宣宗宣德年间），所历三十余国，成为明初盛事。永乐时派使臣来朝者亦达三十余国。浡泥王和苏禄东王亲自率使臣来中国，不幸病故，分别葬于南京（浡泥国王墓）和德州（苏禄国王墓）。
永乐三年六月十五（1405年7月11日）明成祖命郑和为正使，王景弘为副使率士兵二万八千余人出使西洋，造长44丈广18丈大船62艘，从苏州刘家河泛海到福建，再由福建五虎门杨帆，先到占城（今越南中南部地區），后向爪哇方向南航，次年6月30日在爪哇三宝垄登陆，进行贸易。时西爪哇与东爪哇内战，西爪哇灭东爪哇，西爪哇兵杀郑和士兵170人，西王畏惧，献黄金6万两，补偿郑和死难士兵。随后到三佛齐旧港，时旧港广东侨领施进卿来报，海盗陈祖义凶横，郑和兴兵剿灭贼党五千多人，烧贼船十艘，获贼船五艘，生擒海盗陈祖义等三贼首。郑和船队后到过苏门答腊、满刺加、锡兰、古里等国家。在古里赐其王国王诰命银印，并起建碑亭，立石碑“去中国十万余里，民物咸若，熙嗥同风，刻石于兹，永示万世”。

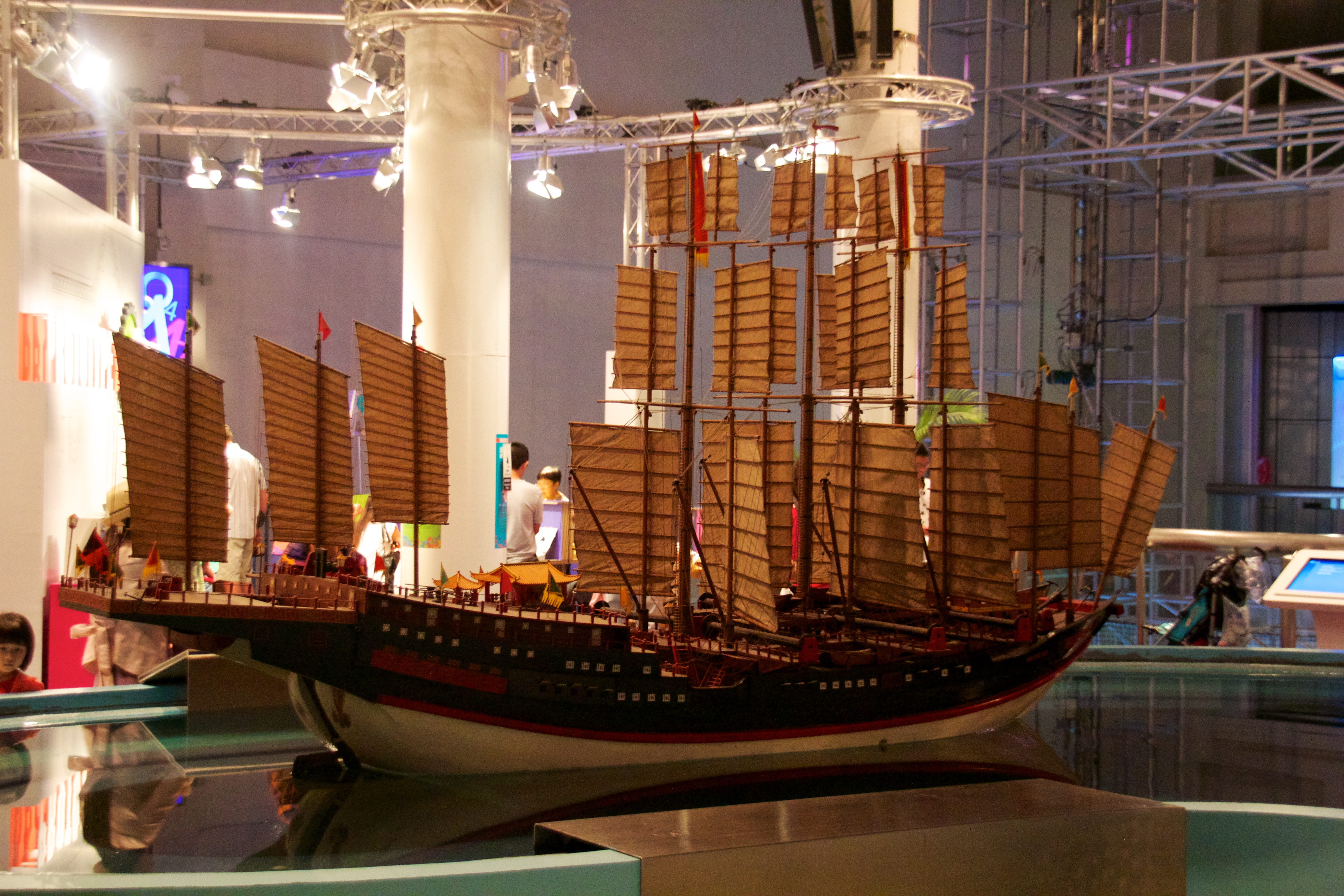
鄭和寶船模型，香港科學館

永乐五年九月初二（1407年10月2日），郑和回国，押陈祖义等献上，陈祖义等被问斩。施进卿被封为旧港宣慰使。旧港擒贼有功将士获赏：指挥官钞一百锭，彩币四表里，千户钞八十锭，彩币三表里，百户钞六十锭，彩币二表里；医士，番火长钞五十锭，彩币一表里，锦布三匹。
永乐六年正月，明成祖命工部造宝船四十八艘。永乐六年九月十三日（1407年10月13日），命太监郑和、王景弘，王贵通等出使古里，满剌加，苏门答剌，阿鲁，加异勒，爪哇，暹罗，占城，柯枝，阿拔把丹，小柯兰，南巫里，甘巴里等国，赐其国王锦绮纱罗，永乐七年夏（1409年）回国。第二次下西洋人数据载有27000人。

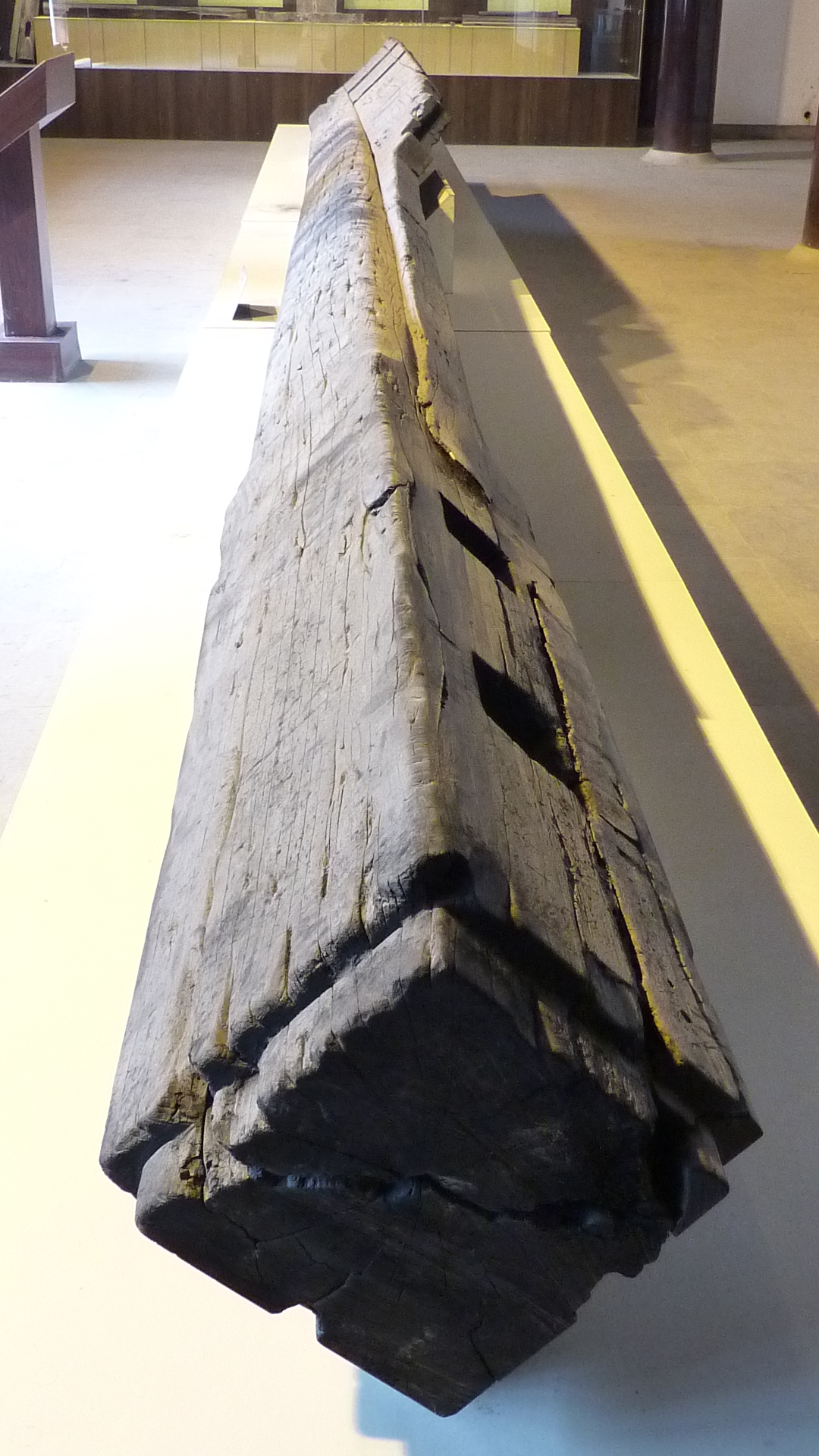
2004年出土的寶船船舵。南京宝船厂遗址

永乐七年九月（1409年10月），明成祖命正使太监郑和、副使王景弘、候显率领官兵二万七千余人，驾驶海舶四十八艘，从太仓浏家港启航，敕使占城，宾童龙，真腊，暹罗，假里马丁，交阑山，爪哇，重迦罗，吉里闷地，古里，满剌加，彭亨，东西竺，龙牙迦邈，淡洋，苏门答剌，花面，龙涎屿，翠兰屿，阿鲁，锡兰，小葛兰，柯枝，榜葛剌，不剌哇，竹步，木骨都束，苏禄等国。費信、馬歡等人會同前往。满剌加当时是暹罗属国，正使郑和奉帝命招敕，赐双台银印，冠带袍服，建碑封域为满剌加国，暹罗不敢扰。满剌加九洲山盛产沉香，黄熟香；太监郑和等差官兵入山采香，得直径八九尺，长八九丈的标本6株。永乐七年，皇上命正使太监郑和等赍捧诏敕金银供器等到锡兰山寺布施，并建立《布施锡兰山佛寺碑》此碑現存于科倫坡博物館。郑和访问锡兰山国时，锡兰山国王亞烈苦奈兒“負固不恭，謀害舟師”，被郑和觉察，离开锡兰山前往他国。回程时再次访问锡兰山国，亚烈苦奈儿诱骗郑和到国中，发兵五万围攻郑和船队，又伐木阻断郑和归路。郑和趁贼兵倾巢而出，国中空虚，带领随从二千官兵，取小道出其不意突袭亚烈苦奈儿王城，破城而入，生擒亚烈苦奈儿并家属。
永乐九年六月十六（1411年7月6日），郑和回国獻亚烈苦奈儿与永樂帝，朝臣齐奏诛杀，永樂帝怜悯亚烈苦奈儿无知，释放亚烈苦奈儿和妻子，给予衣食，命礼部商议，选其国人中贤者为王。选贤者邪把乃耶，遣使赍引，诰封为锡兰山国王，并遣返亚烈苦奈儿。永乐九年（1411年）满剌加国王拜里米苏剌，率领妻子陪臣540多人来朝，朝廷赐海船回国守卫疆土。从此“海外诸番，益服天子威德”。八月，礼部、兵部议奏，对锡兰战役有功将士754人，按奇功，奇功次等，头功，头功次等，各有升职，并赏赐钞银，彩币锦布等。

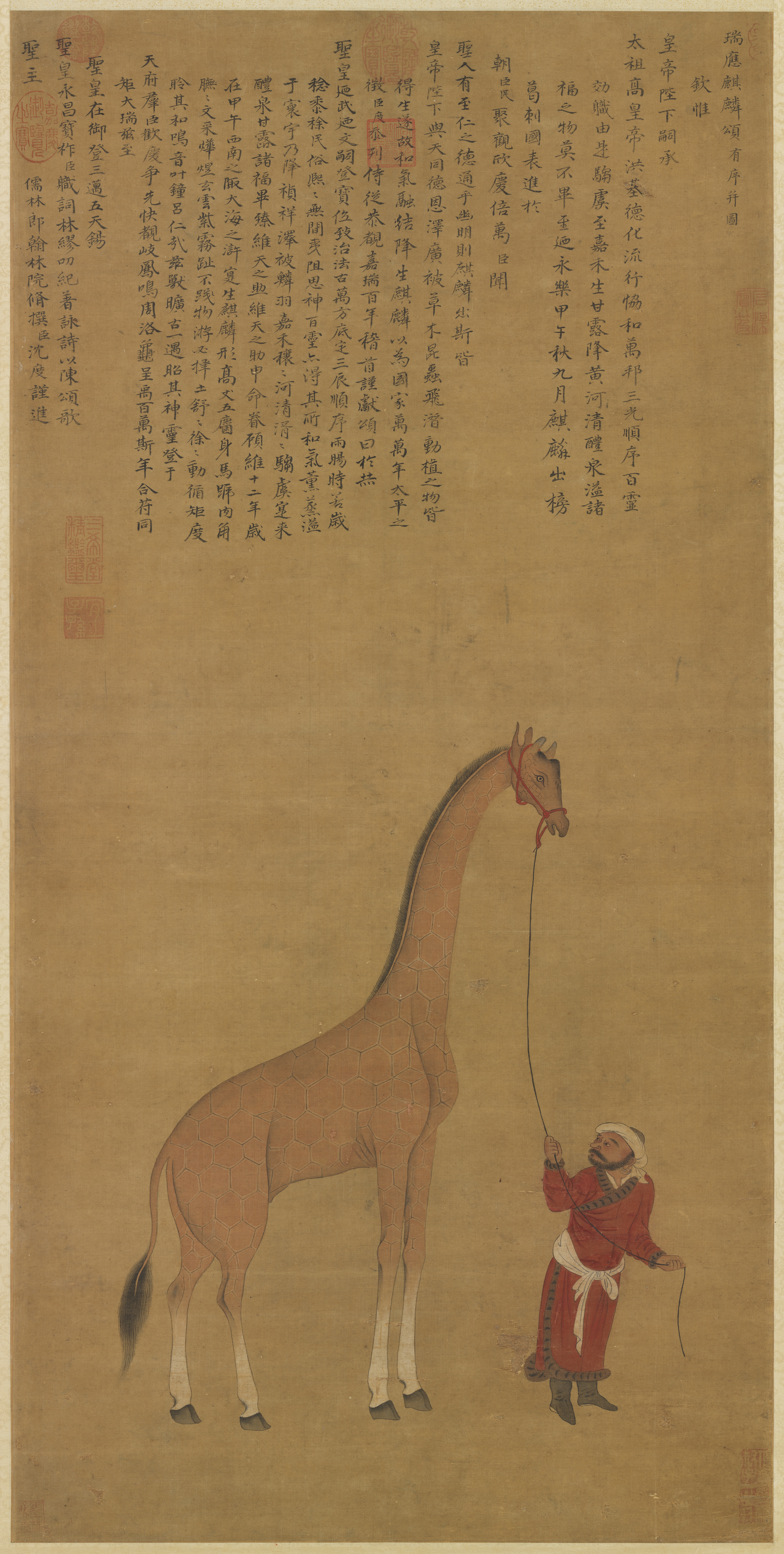
永乐十二年（1414年），儒林郎翰林院修撰沈度作《瑞应麒麟图》，描绘1414年郑和下西洋时榜葛剌国进贡的麒麟。

永乐十一年十一月（1413年11月），明成祖命正使太监郑和，副使王景弘等奉命统军二万七千余人，驾海舶四十，出使满剌加，爪哇，占城，苏门答剌，柯枝，古里，南渤里，彭亨，吉兰丹，加异勒，勿鲁谟斯，比剌，溜山，孙剌等国。郑和使团中包括官员868人，兵26800人，指挥93人，都指挥2人，书手140人，百户430人，户部郎中1人，阴阳官1人，教谕1人，舍人2人，医官医士180人，正使太监7人，监丞5人，少监10人，内官内使53人其中包括翻译官马欢，陕西西安羊市大街清真寺掌教哈三，指挥唐敬，王衡，林子宣，胡俊，哈同等。郑和先到占城，奉帝命赐占城王冠带。1413年郑和船队到苏门答剌，当时伪王苏干剌窃国，郑和奉帝命统率官兵追剿，生擒苏干剌送京伏诛。1413年郑和舰队在三宝垄停留一个月整休，郑和费信常在当地华人回教堂祈祷。郑和命哈芝黄达京掌管占婆华人回教徒。首次繞過阿拉伯半島，航行東非麻林迪（肯尼亚），永乐十三年七月初八（1415年8月12日）回国。同年11月，麻林迪特使來中國進獻“麒麟”（即長頸鹿）。
永乐十五年五月十五日（1417年6月）总兵太监郑和受明成祖命，在泉州回教先贤墓行香，往西洋忽鲁谟斯等国公干，永乐十五年五月（1417年6月）出发，护送古里、爪哇、满剌加、占城、锡兰山、木骨都束、溜山、喃渤里、卜剌哇、苏门答剌、麻林、剌撒、忽鲁谟斯、柯枝、南巫里、沙里湾泥、彭亨各国使者及旧港宣慰使归国。隨行有僧人慧信，将领朱真、唐敬等。郑和奉命在柯枝诏赐国王印诰，封国中大山为镇国山，并立碑铭文。忽鲁谟斯进贡狮子，金钱豹，西马；阿丹国进贡麒麟，祖法尔进贡长角马，木骨都束进贡花福鹿、狮子；卜剌哇进贡千里骆驼、鸵鸡；爪哇、古里进贡麾里羔兽。永乐十七年七月十七（1419年8月8日）回国。
宋末泉州市舶司提举蒲寿庚之侄蒲日和，也与太监郑和，奉敕往西洋寻玉玺，有功，加封泉州卫镇抚。
永乐十九年正月三十日（1421年3月3日），郑和奉明成祖命出发，往榜葛剌（孟加拉），史載“於鎮東洋中，官舟遭大風，掀翻欲溺，舟中喧泣，急叩神求佑，言未畢，……風恬浪靜”，中道返回，永乐二十年八月十八（1422年9月2日）回国。永樂二十二年，明成祖去世，仁宗朱高熾即位，以經濟空虛，下令停止下西洋的行動。
永乐二十二年七月十七日（1424年8月12日），明成祖去世，太子朱高炽即位，改元洪熙，是为明仁宗，于洪熙元年五月辛巳（1425年5月29日）去世，太子朱瞻基即位，改元宣德，是为明宣宗。宣德五年闰十二月初六（1430年1月），郑和奉明宣宗命率领二万七千余官兵，驾驶宝船61艘，从龙江关（今南京下关）启航，进行了第七次下西洋。开始返航后，郑和因劳累过度于宣德八年（1433年）四月初在印度西海岸古里去世，遺體埋葬於古里，船队由太监王景弘率领返航，宣德八年七月初六（1433年7月22日）返回南京。第七次下西洋人数据载有27550人。

## 南征安南

### 安南政变

明朝设立的交阯布政司

明太祖朱元璋為與鄰近國家保持長久的和睦關係，便在其所主編的《皇明祖訓》中開列十五個「不征諸夷國名」，以警戒後世子孫切勿「倚中國富強，貪一時戰功，無故興兵，致傷人命」，越南（安南國）便是其中之一。1400年，安南陳朝權臣胡季犛篡位，建立胡朝，改國號為「大虞」。不久後自稱太上皇，由兒子胡漢蒼（即胡𡗨）即皇帝位。由於前朝陳氏原是向明朝稱臣，世世受明冊封，憑著篡奪得國的胡氏為免惹起明朝猜疑，便於1403年農曆四月丁未（西曆4月21日）遣使赴明，向剛起兵奪位的明成祖聲稱陳氏「宗嗣繼絕，支庶淪滅，無可紹承。臣，陳氏之甥，為眾所推」，欲藉此聲稱自己具有統治資格，要求明朝冊封。明成祖派楊渤到越南觀察後，當地陪臣耆老跟隨他向成祖上奏稱「眾人誠心推胡漢蒼權理國事」，明廷一時再沒有懷疑的理由，便封胡漢蒼為「安南國王」。
1404年農曆八月乙亥（西曆9月10日），陳朝遺臣裴伯耆到明廷，控訴胡季犛父子「弒主篡位，屠害忠臣」，要求明朝出兵「擒滅此賊，蕩除奸凶，復立陳氏子孫」八月丁酉日（西曆10月2日），有一位自稱陳氏子孫，名叫陳天平的人（越南史籍寫作「陳添平」，《大越史記全書》稱他的身份本是「陳元輝家奴阮康」），從老撾入明，亦向明帝訴說胡氏篡位的經過，要求恢復陳氏統治。其後，明成祖當著胡朝的來使面前，安排陳天平與他們會見，使一眾來使都錯愕下拜，甚至涕泣，適值裴伯耆在場，向來使責以大義，場面緊張。明廷於是對越南政局多所干涉，派員查核實情，胡朝明白勢不得已，唯有承認責任，要求「迎歸天平」。
另外，明越兩國又因領土問題出現外交風波。1405年，廣西省思明府土官及雲南省寧遠州土官向明廷控訴，轄境猛慢、祿州等地被越南所佔。為此，明廷於該年農曆二月，遣使責難胡朝，要求取得祿州，胡朝便被迫將古樓等五十九村交給明朝政府。
胡朝雖然願意息事寧人，但兩國關係仍然緊張。其後，胡朝所派到明廷的使節，都遭扣留，不許回國。明廷又派員入越，查探山川道路險要之地，以為日後南征的準備。另外，胡朝的南鄰占城，曾於1404年遣使入明，聲稱遭到胡氏「攻擾地方，殺掠人畜」，並進一步「請吏治之」，這亦引起了明廷的注意。
不過，明成祖仍未敢輕言出兵。1405年年底，雲南將領沐晟建議出兵，卻遭明成祖反駁說：「爾又言欲發兵向安南。朕方以布恩信，懷遠人為務。胡𡗨雖擾我邊境，令已遣人詰問，若能攄誠順命，則亦當弘包荒之量。」至於陳天平的處置，明廷則決定送歸越南，並要求越人「以君事之」，奉為國主。越南方面，胡朝有感於對明關係緊張，亦積極防備，重編軍制，在多邦城（陳仲金說位於山西省先豐縣古法社）加強防守，於各個河海要處裝插木樁陷阱，整頓軍庫，招募人民有巧藝者入伍。但胡朝君臣對明主戰或主和，意見分歧甚大，有官員認為只好「從他（明朝）所好，以緩師可也」，左相國胡元澄則認為只決定於「民心之從違耳」，對明作戰並無十足把握。

### 明军南下
1406年，明朝派鎮守廣西都督僉事黃中領五千士兵（《大越史記全書》稱領兵十萬），護送陳朝王孫陳天平（陳添平）回越南（《明實錄》把事件列在該年農曆三月丙午，即西曆4月4日；《大越史記全書》則列入農曆四月八日，即西曆4月26日）。當進入越南境內的支棱隘時，遇上胡軍截擊，明軍不敵，陳天平及部份士兵被俘。陳天平經胡朝審訊後，被「處陵遲罪」。明成祖得悉後大怒，便「決意興師」。
同年年中，明成祖派總兵官朱能加封「征夷大將軍」，配印信。後來在行軍時病卒，由副將張輔代替）、左副將軍沐晟、右副將軍張輔、左參將李彬、右參將陳旭等領兵（《大越史記全書》稱共有八十萬人，中國學者郭振鐸、張笑梅認為可能有誇大），分兵兩路，開進越南的白鶴江會師，一邊向越南腹地步步推進，一邊發出檄文向越人呼籲胡季犛父子的行為是「肆逞凶暴，虐于一國」，並列出胡氏「兩弒前安南國王以據其國」、「賊殺陳氏子孫宗族殆盡」、「淫刑峻法，暴殺無辜，重斂煩徵，剝削不已」等二十款大罪，又稱明軍的到來是「吊爾民之困苦，復陳氏之宗祀」，以使民心動搖。果然，不少越人「厭胡氏苛政，罔有戰心」，有助明軍前進更為順利。農曆十二月丙申十一日（西曆1407年1月19日），胡軍的主力退守多邦城，明軍亦看準該城位於河邊，有較大面積的沙灘可供搶灘，於是分兵進攻，成功以火銃擊退胡軍象兵。其後，明軍攻入越南的重要城市東都昇龍，並大肆掠奪，「擄掠女子玉帛，會計粮儲，分官辦事，招集流民。為久居計，多閹割童男，及收各處銅錢，驛送金陵」。

### 明朝攻占安南
1407年年初，明軍攻破昇龍後，向胡朝的首都清化繼續前進，胡氏皇子胡元澄領軍退守黃江（在今越南河南省的一段紅河），與胡季犛、胡漢蒼會合。明將沐晟則進駐木凡江（在今越南河内市，與黃江相接）預備出擊。農曆二月，沐晟沿江兩岸擊敗胡元澄軍，追擊至悶海口（在今越南南定省），因軍中爆發疾疫，明軍移師到鹹子關立塞備戰。農曆三月，胡軍集合水步大軍七萬，號稱二十一萬，與明軍爆發鹹子關之戰。結果胡軍潰敗，大批兵士溺斃於該處河流，無數船隻及軍糧沉沒，胡氏父子敗逃，最終在農曆五月十一日（西曆6月16日）在奇羅海口（在今越南河靜省奇英縣）被明軍俘獲，胡朝滅亡，領土被明朝佔領。據當時的統計，越南土地人口物產資料為：府州四十八、縣一百六十八、戶三百一十二萬九千五百、象一百一十二、馬四百二十、牛三萬五千七百五十、船八千八百六十五。（※此一統計數字，按《明實錄》記載的1408年農曆六月的計算，則是「安撫人民三百一十二萬有奇；獲蠻人二百八萬七千五百有奇，糧儲一千三百六十萬石，象、馬、牛共二十三萬五千九百餘隻，船八千六百七十七艘，軍器二百五十三萬九千八百五十二件。」）

### 明朝设立交趾布政司
胡朝亡後，明成祖在農曆六月癸未朔（西曆7月5日）下詔，聲稱這次軍事行動是為了越南原本的陳氏王室著想，「期伐罪（指胡朝）以吊民，將興滅而繼絕」，並打算對「久染夷俗」的越人「設官兼治，教以中國禮法」，以達致「廣施一視之仁，永樂太平之治」。明廷又以陳朝子孫被胡氏殺戮殆盡，無可繼承，於是在越南設置交址都指揮使司、交址等處承宣布政使司及交址等處提刑按察使司等官署，將之直接管轄。
安南内属后，安南人民不断进行反抗，明军多次进行镇压。永乐二十二年（1424年），明成祖去世，太子朱高炽明仁宗即位，次年明仁宗去世，太子朱瞻基即位，是为明宣宗。宣宗考慮到「數年以來，一方不靖，屢勤王師」，便允許撤兵。黎利得勝後，就發佈阮廌所起草的《平吳大誥》，稱他自己的抗明鬥爭是「仁義之舉，要在安民，吊伐之師，莫先去暴」；提出中越兩國是「山川之封域既殊，南北之風俗亦異」，因而有必要脫離明朝統治，自行建國，於是建立後黎朝。
其後，1431年農曆正月五日（西曆2月12日），明封黎利為安南國王，從此朝貢不絕。

## 五次亲征漠北
为了稳定北方边境，对付蒙古势力。永乐七年（1409年），明成祖朱棣派淇国公丘福率十万大军征讨鞑靼（东蒙古），由于轻敌，孤军深入，中埋伏，全军覆没。为消除边患，明成祖决心亲征。明永乐八年（1410年）二月，明成祖调集50万大军。五月八日，明军行至胪朐河（今克鲁伦河，明成祖将之更名为“饮马河”）流域，询得其可汗本雅失里率军向西逃往瓦剌部，太师阿鲁台则向东逃。朱棣亲率将士向西追击本雅失里，五月十三日，明军在斡难河（位于今蒙俄边境）大败本雅失里。明成祖打败本雅失里后，挥师向东攻击阿鲁台，双方在今蒙俄边境之斡难河东北方向交战，明军杀敌无数，阿鲁台坠马逃遁。此时天气炎热，缺水，且粮草不济，明成祖下令班师。鞑靼部经过明军的这次打击，其部臣阿鲁台接受了成祖给他“和宁王”的封号。
明军在永乐八年（1410年）第一次出征鞑靼后，瓦剌部趁机迅速发展壮大，1413年，瓦剌军进驻胪朐河（今克鲁伦河），窥视中原。明成祖决心再次亲征，调集兵力，筹集粮饷。永乐十二年（1414年）二月，明军从北京出发，六月初三，明军在三峡口（今蒙古乌兰巴托东南）击败了瓦剌部的一股游兵，杀敌数十騎；初七日，明军行至勿兰忽失温（今蒙古乌兰巴托东南），瓦剌军3万之众，依托山势，分三路阻抗，成祖派骑兵冲击，引诱敌兵离开山势，遂命柳升发炮轰击，自己亦亲率铁骑杀入敌阵，瓦剌军败退，朱棣乘势追击，兵分几路夹击瓦剌军的所扑，杀敌数千，瓦剌军纷纷败逃。此役，瓦剌受到了重创，此后多年不敢犯边，同时，明军也伤亡惨重。
瓦剌被明成祖打败，鞑靼趁此机会经过几年的发展，势力日益强盛起来，从而改变对明朝的依附政策，并侮辱或拘留明朝派去的使节，还时常对明朝边境进行骚扰劫掠。永乐十九年（1421年）冬初，鞑靼围攻明朝北方重镇兴和，杀死了明军指挥官王祥，对此，明成祖决定第三次亲征漠北。永乐二十年（1422年）三月，明成祖率軍从北京出发，出击鞑靼。其主力部队至宣府（今河北宣化区）东南的鸡鸣山时，鞑靼首领阿鲁台得知明军来袭，乘夜逃离兴和，避而不战。七月，明军到达煞胡原，俘获鞑靼的部属，得知阿鲁台已逃走，成祖下令停止追击。明军在回师途中，击败兀良哈部，九月，回师北京。明成祖第三次出击漠北，虽对鞑靼部有一定的打击，但成效不大，并没彻底解决盘据漠北的蒙古三个部落对明朝边境的滋扰。

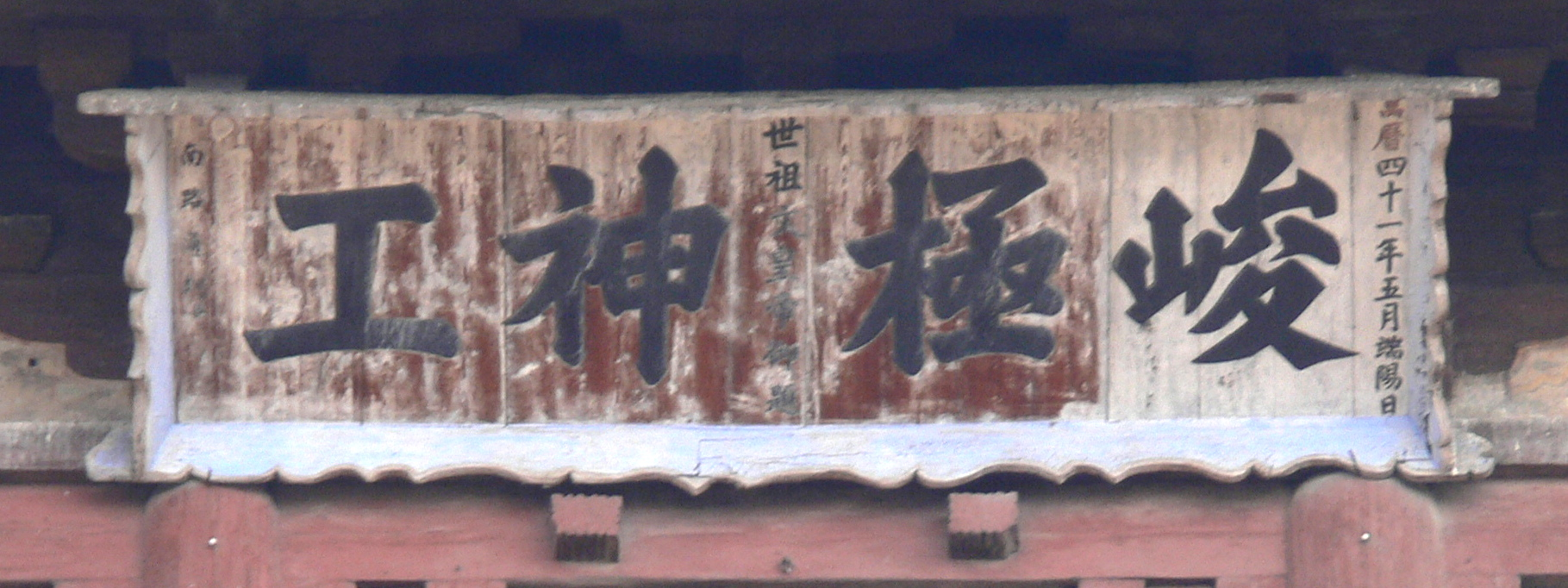
应县木塔所悬成祖北伐驻宿应州时所题之“峻极神工”匾

永乐二十一年（1423年），鞑靼首领阿鲁台再次率部滋扰明朝边境，明成祖闻悉后决定再次亲征。明军八月初出征，九月上旬，明军到达沙城（今河北张北以北）时，阿鲁台的部下阿失贴木儿率部投降明军，并得知阿鲁台被瓦剌打败，其部已溃散，明军暂时驻扎不前；十月，明军继续北上，在黄河以北击败鞑靼的军队，鞑靼王子也先土干率部众降明，明成祖朱棣随即封也先土干为「忠勇王」，十一月，明军班师回京。
永乐时全国形势相对缓和，但由于国家支出过大，赋役征派繁重，使有些地区发生了农民流亡与起义，十八年山东发生的唐赛儿起义是其中规模较大的一支。永乐二十二年（1424年）正月至七月，明軍对鞑靼部作戰。是年正月，鞑靼部首领阿鲁台率軍進犯明朝境内大同、开平（今内蒙古正蓝旗东北）等地。明成祖遂调集山西、山东、河南、陕西、辽东5都司之兵于京师（今北京）和宣府（今河北宣化）待命。四月三日，以安远侯柳升、遂安伯陈英为中军；武安侯郑亨、保定侯孟瑛为左哨，阳武侯薛禄、新宁伯谭忠为右哨；英国公张辅、成国公朱勇为左掖，成山侯王通、兴安伯徐亨为右掖；宁阳侯陈懋、忠勇王金忠（又名也先土干）为前锋，出兵北征。出征前戶部尚書夏元吉以國庫虛耗，曾勸成祖勿起戰事，成祖不聽，反繫之大獄。二十五日，进至隰宁（今河北沽源南），获悉阿鲁台逃往答兰纳木儿河（今蒙古境内之哈拉哈河下游），明成祖令全军急速追击。六月十七日，进至答兰纳木儿河，周围三百余里不见阿鲁台部踪影，遂下令班师。七月初，成祖病情恶化，命英国公张辅总领军务，并遣使者进京面见太子朱高炽，请派皇太孙朱瞻基前往迎驾。七月十八日，明成祖在大军行至榆木川（今内蒙古多伦）时驾崩。

## 朝政

### 内阁大臣
明成祖為填補太祖廢除丞相後導致六部之首的空缺，但又希望強化皇權，他设立内阁，内阁大學士计有解縉、黃淮、胡廣、楊榮、金幼孜、楊士奇、胡儼。明成祖时期涌现许多著名大臣，包括蹇义、郁新、刘观、郑赐、宋礼、金纯、夏原吉、吕震、金忠、沐春、沐晟、沐昂、張輔。另一方面，永乐年间也存在一些特殊情况，如并非内阁成员的夏原吉、蹇义已经开始参与内阁事务了，但没有带翰林衔，而是以户部、吏部尚书的身份参与的，所谓“外兼台省，内参馆阁”，后来在宣德年间也因此获得了票拟权，而本身是内阁成员金幼孜反而在后来没有获得票拟权。
明成祖任用酷吏强化自己的统治，著名的包括陳瑛和紀綱。
明成祖时期的著名太监包括：鄭和：三宝太監七下西洋；王景弘：鄭和的副手；侯顯：有才辨，強力敢任，五使絕域，勞績與鄭和亞；亦失哈：鞏固北方邊防，晚年研究改造武器，如改造步槍（裝槍頭-為安裝刺刀的先驅）；王彦：原名王狗兒，尚寶監太監；昌盛：神宫監太監，貴州人。歷洪武-建文-永樂-洪熙-宣德五朝。

## 去世

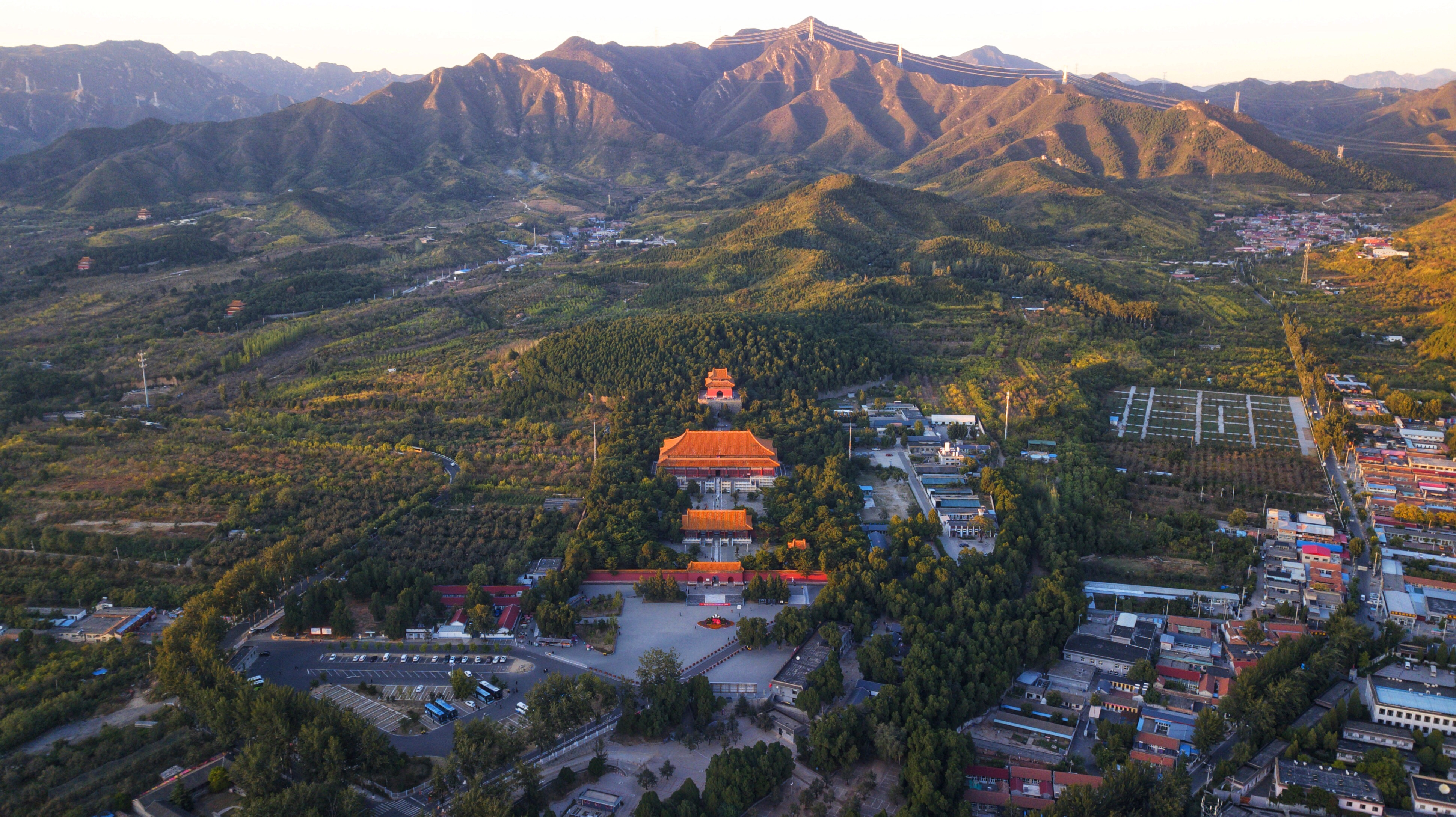
明长陵鸟瞰图

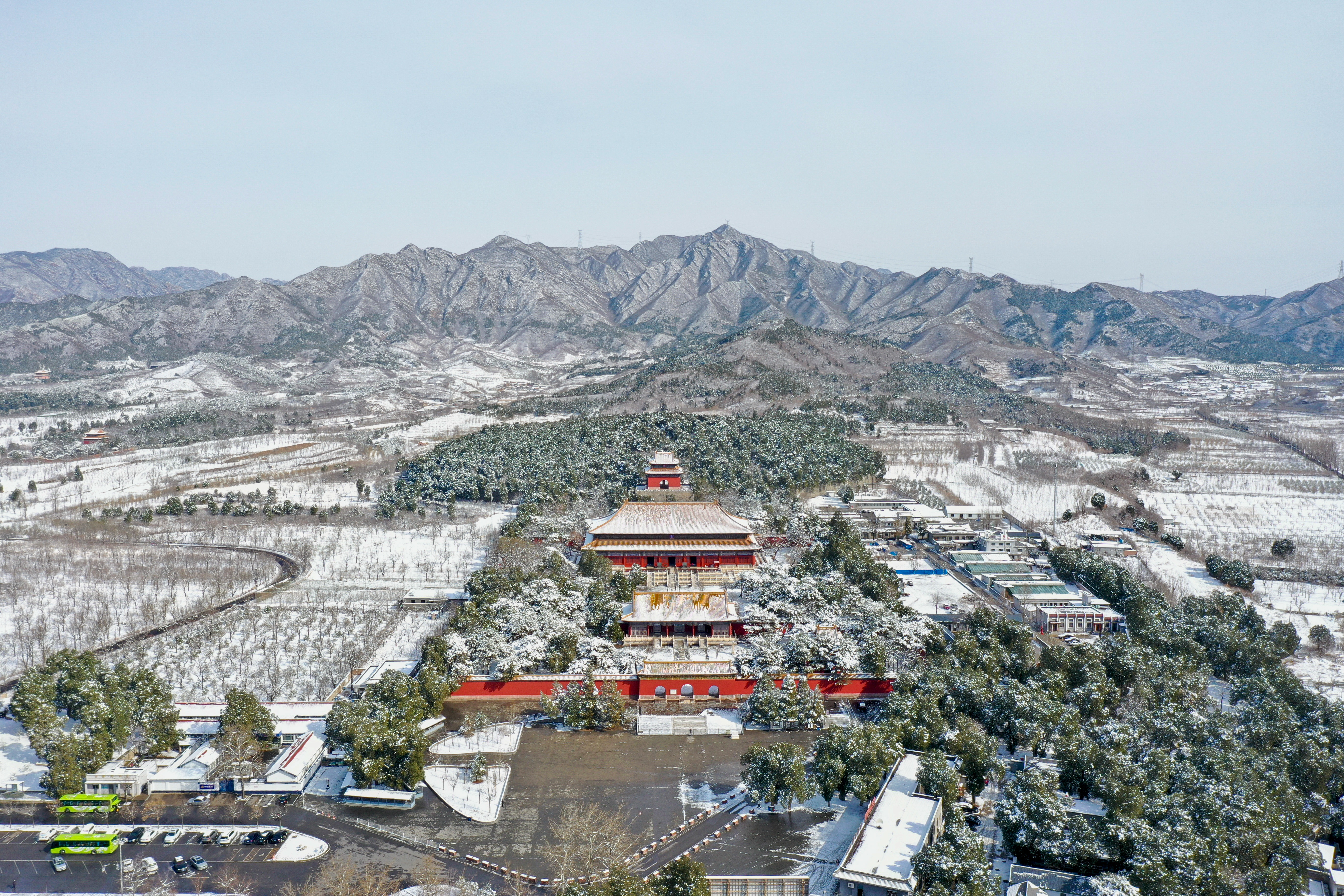
雪后明长陵鸟瞰

永樂二十二年（1424年）七月，明成祖率領北征大軍班師返京。七月十五日，明成祖病重。十六日，行至榆木川（今中國內蒙古自治區錫林郭勒盟多伦縣），昏迷不醒。十八日，明成祖朱棣崩逝於榆木川，享壽六十四岁，在位二十二年。遗诏传位皇太子。大學士楊榮、太監馬去等秘不發喪，暗中派御馬監少監海壽秘密回京，“奉遗命，驰讣皇太子”。太子朱高熾立即派皇太孫朱瞻基立前往虎帐。八月十一日，皇太孫朱瞻基到達軍營後，始發佈帝崩消息。太子朱高炽即位，宣布次年改元洪熙，是为明仁宗。明成祖驾崩后，殉葬的有30余位宫女，其中包括成祖的16位嫔妃。
关于朱棣的身体，从关于他身体早年的记载中能够看出并不好。洪武十九年（1386年），朱棣“患瘕，韩公茂治，久不愈”，只好请来当时很著名的医生戴思恭（字元礼，以字行）。戴思恭先问了朱棣此前所用之药，然后又问朱棣“嗜何物”，朱棣回答“生芹”。戴思恭有了把握，说：“得之矣。”于是“投一剂，夜暴下，视之，皆细蝗也”。从戴思恭治疗的情况来看，朱棣所患之病似乎是寄生虫病。但所谓“瘕”则不单纯指此。根据隋朝巢元方《诸病源候论》中的论述，“癥瘕者，皆由寒温不调，饮食不化，与脏气相搏结所生也。其病不动者，直名为癥。若病虽有结瘕而可推移者，名为瘕。瘕者，假也，谓虚假可动也”从朱棣此次患病的症状，结合了“癥瘕”下的“蛟龙病候”和“瘕病候”。“蛟龙病候”，指的是“蛟龙病者，云三月、八月蛟龙子生在芹菜上，人食芹菜，不幸随食入人腹，变成蛟龙，其病之状，发则如癫”。唐朝王焘《外台秘要方》引《广济方》对症状的叙述更为详细，“疗蛟龙病，三月、八月近海及水边，因食生芹菜，为蛟龙子生在芹菜上，食入人腹，变成龙子，须慎之。其病发似癫，面色青黄，少腹胀，状如怀妊，宜食寒食饧方”。可以看出，与朱棣的症状如出一辙。“瘕病候”，指的则是“瘕病者，由寒温不适，饮食不消，与脏气相搏，积在腹内，结块瘕痛，随气移动是也。言其虚假不牢，故谓之为瘕也”。将之和朱棣的情况结合，戴思恭解决的当为当时困扰朱棣最为严重的寄生虫问题，而朱棣的病根其实还在，并没有完全消除。这一病根甚至很可能影响到了朱棣的生育能力，导致他在洪武十九年后就没有新的子女出生。
明成祖驾崩后，谥体天弘道高明广运圣武神功纯仁至孝文皇帝，庙号太宗，十二月十九日，明成祖与仁孝文皇后徐氏合葬于长陵。嘉靖十七年（1538年）九月，明世宗朱厚熜改谥明成祖为启天弘道高明肇运圣武神功纯仁至孝文皇帝，改上庙号为成祖。

## 遗诏
与明朝其他皇帝都留下了一份相当完整的遗诏不同，朱棣留下的遗诏非常简短，在《明太宗实录》中仅在永乐二十二年（1424年）七月十七日驾崩前一天对英国公张辅留有一句
|  | 遗命传位皇太子，且云丧服礼仪，一遵太祖皇帝遗制。 |

造成这一情况的原因，当即和明成祖是在北征班师途中驾崩有关。

## 评价
- 黄子澄评价还是燕王的明成祖：“燕王性豁达果断，尝观其举动，沉静深远，莫测其端倪”。齐泰则评价还是燕王的明成祖：“燕王素称英武，威闻海内，志广气刚，气刚者，易于挫抑，执其有异图，孰信其诬？”[250]
- 袁珙在面见朱棣后评价还是燕王的明成祖朱棣：“圣上太平天子也，龙形而凤姿，天广地阔，日丽中天，重瞳龙髯，二肘若肉印之状，龙行虎步，声如钟实，乃苍生真主，太平天子也。但年交四十，髯须长过于脐。即登宝位”。[251]
- 建文帝在開除燕王宗室身份的詔書中指控燕王「包藏禍心，為日已久，印造偽鈔，陰結人心，朝命窮極，藏匿罪人」，造成「先帝震怒，遂以成疾，至於升遐」。[252]
- 《明太宗实录》中评价明成祖：至军国重务，必自决。左右或劝上少自逸者，祖宗付畀之重，一息不绝，其敢怠？！为政一循太祖旧规，申明法制，修述礼乐。躬谒孔子，幸太学。广召天下方闻博雅之士，蒐罗古今，著为大典。表章正学，集四书、五经、惟（性）理大全，垂训万世。德威广被，四裔君长，无间大小远迩，朝觐贡献请授官爵于阙下者无虚日。海外若榜葛剌、满剌加、忽鲁谟斯等处新受朝命为主者殆三十国。东踰辽水，鞑靼、女直（女真）、野人、兀良哈之地，立行都司、卫所，设官统治，几三百处。直西部落数百种皆重译来附，其请置官府者盖三之二。西南羌夷建宣慰、宣抚、安抚司及军卫郡县，视旧增益数倍。安南为逆，一举削平之，而郡县其地。独北虏反覆，数为边患，亲率六师征之，驱诸绝漠之外，虏遂不敢南向。盖唐虞三代以来，若汉之高帝、世祖，唐之文皇，宋之太祖，其宽仁大度、聪明文武、闳远之规、乾刚之用，帝皆兼而有之，是以功烈之盛，前古鲜俪焉。[253]
- 《明史·成祖本纪》中评价明成祖：文皇少长习兵，据幽燕形胜之地，乘建文孱弱，长驱内向，奄有四海。即位以后，躬行节俭，水旱朝告夕振，无有壅蔽。知人善任，表里洞达，雄武之略，同符高祖。六师屡出，漠北尘清。至其季年，威德遐被，四方宾服，明命而入贡者殆三十国。幅陨之广，远迈汉、唐。成功骏烈，卓乎盛矣。然而革除之际，倒行逆施，惭德亦曷可掩哉。[254]
- 明史学家顾诚在文章《明前期耕地数新探》中评价明成祖：在历史上，明成祖是一个大有作为的君主，他的业绩应当给予足够的评价。但是，也应该看到朱棣的好大喜功，滥用人力、物力，把弓弦绷得太紧，给社会经济的发展带来了一些消极影响。[255]
- 蔡石山在其著作《永乐大帝：一个中国帝王的精神肖像》的开篇评价明成祖“明朝的永乐皇帝，驾崩于1424年8月12日，自从1402年7月17日登极以来——近乎八千零六十二天的在位期间——而且所有的证据也显示，他从未浪费过一天”[256]。在书末，他再次评价明成祖“毋庸置疑，永乐有过多的自我，而且拥有很多的美德：他是自信、直率的，能够甄别和牢记有很强能力之人的贡献，而且保护依靠他的那些人，尤其是他的家人。不过，他也有黑暗面，特征就是不必要又未经思考的侵犯性，而这类侵犯性经常产生了暴虐和消耗”[257]。
- 《朝鲜王朝实录·世宗庄宪大王实录》中评价明成祖「使臣言：『前後選獻韓氏等女，皆殉大行皇帝。』先是，賈人子呂氏入皇帝宮中，與本國呂氏以同姓，欲結好，呂氏不從，賈呂蓄憾。 及權妃卒，誣告呂氏點毒藥於茶進之，帝怒，誅呂氏及宮人宦官數百餘人。後賈呂與宮人魚氏私宦者，帝頗覺，然寵二人不發，二人自懼縊死。帝怒，事起賈呂，鞫賈呂侍婢，皆誣服云；『欲行弑逆。』凡連坐者二千八百人，皆親臨剮之，或有面詬帝曰：「自家陽衰，故私年少寺人，何咎之有？」後帝命畫工圖，賈呂與小宦相抱之狀，欲令後世見之，然思魚氏不置，令藏於壽陵之側。及仁宗卽位，掘棄之。亂之初起，本國任氏、鄭氏自經而死，黃氏、李氏被鞫處斬。黃氏援引他人甚多，李氏曰：『等死耳，何引他人爲？？我當獨死。』終不誣一人而死。於是，本國諸女皆被誅，獨崔氏曾在南京，帝召宮女之在南京者，崔氏以病未至，及亂作，殺宮人殆盡，以後至獲免。韓氏當亂，幽閉空室，不給飮食者累日，守門宦者哀之，或時置食於門內，故得不死。然其從婢皆逮死，乳媪金黑亦繫獄，事定乃特赦之。初，黃氏之未赴京也，兄夫金德章坐於所在房窓外，黃儼見之大怒，責之，及其入朝，在道得腹痛之疾，醫用諸藥，皆無效，思食汁菹。儼問元閔生曰：『此何物耶?』閔生備言沈造之方，儼變色曰：『欲食人肉，吾可割股而進，如此草地，何得此物？』黃氏腹痛不已，每夜使從婢以手磨動其腹，到一夜小便時，陰出一物，大如茄子許，皮裹肉塊也。婢棄諸廁中，一行衆婢，皆知而喧說。又黃氏婢潛說：『初出行也，德章贈一木梳。』欽差皆不知之。 帝以黃氏非處女詰之，乃云：『曾與姊夫金德章、隣人皂隷通焉。』帝怒，將責本國，勑已成，有宮人楊氏者方寵，知之，語韓氏其故，韓氏泣乞哀于帝曰：『黃氏在家私人，豈我王之所知也？』帝感悟，遂命韓氏罰之，韓氏乃批黃氏之頰。 明年戊戌，欽差善才謂我太宗曰：『黃氏性險無溫色，正類負債之女。』歲癸卯，欽差海壽謂上曰：『黃氏行路之時，腹痛至甚，吾等見則以鄕言言腹痛，必慙而入內。』及帝之崩，宮人殉葬者，三十餘人，當死之日，皆餉之於庭。 餉輟，俱引升堂，哭聲震殿閣。 堂上置木小床，使立其上，掛繩圍於其上，以頭納其中，遂去其床，皆雉經而死。韓氏臨死，顧謂金黑曰：『娘吾去！娘吾去！』語未竟，旁有宦者去床，乃與崔氏俱死。諸死者之初升堂也，仁宗親入辭訣，韓氏泣謂仁宗曰：『吾母年老，願歸本國。』仁宗許之丁寧，及韓氏旣死，仁宗欲送還金黑，宮中諸女秀才曰：『近日魚、呂之亂，曠古所無。 朝鮮國大君賢，中國亞匹也。且古書有之，初佛之排布諸國也，朝鮮幾爲中華，以一小故，不得爲中華。又遼東以東，前世屬朝鮮，今若得之，中國不得抗衡必矣。 如此之亂，不可使知之。』仁宗召尹鳳問曰：『欲還金黑，恐洩近日事也，如何?』鳳曰：『人各有心，奴何敢知之？』遂不送金黑，特封爲恭人。初，帝寵王氏，欲立以爲后，及王氏薨，帝甚痛悼，遂病風喪心，自後處事錯謬，用刑慘酷。魚、呂之亂方殷，雷震奉天、華蓋、謹身三殿俱燼。 宮中皆喜以爲：『帝必懼天變，止誅戮。』帝不以爲戒，恣行誅戮，無異平日。 後尹鳳奉使而來，粗傳梗槪，金黑之還，乃得其詳。」[258]
- 毛泽东：「《明史》我看了最生气。明朝除了明太祖（朱元璋）、明成祖（朱棣）不识字的两个皇帝搞得比较好，明武宗、明英宗还稍好些以外，其余的都不好，尽做坏事。」[259]
- 商传在其著作《永乐皇帝朱棣》中评价：“朱棣终于没有能够全部实现他的理想和追求，但他为之奋斗了一生，他是在奋发的追求中死去的。在他临死之前确实也曾想到‘悠游暮年’，‘享安和之福’。因为他只是一个人。但他是一个超逾了许多前人的人，而永远给予后人们以深深的启迪”。[260]
- 晁中辰在其著作《明成祖传》中评价：“明成祖虽然有那些局限，但与他的巨大贡献相比毕竟是次要的。因此，明成祖是个值得肯定的人物。在明成祖在位的22年间，中国的社会经济是向前发展的，以此为基础，明朝的国力达到鼎盛时期，国家的统一得到巩固和发展，社会也大体安定。正是在永乐年间，政治、经济、文化都发展到一个前所未有的高度”。[261]
- 李林楠在其著作《永乐之治：朱棣传》中评价：“朱棣正是这样一位缔造了永乐之治的粗安之君。他凭借自己的积极努力从侄子朱允炆手中夺取了皇位并完成了对明朝的再整合，终于将明朝带上了走向鼎盛的道路，为他的儿子朱高炽与他寄予厚望的孙子朱瞻基将明朝最终带上巅峰并缔造‘仁宣之治’奠定了十分坚实的基础。但他也笼罩着各种谜团，具有各种局限，这些局限不仅影响了永乐朝的整体状态，导致了永乐之治在中后期的衰退。其中一些政策还继续影响后世，成为了后来明朝的固有问题，影响不可谓不深远”。[262]

## 家族

### 關於其生母的爭議
《明史》記載朱元璋前五個兒子、第二女和第四女都是馬皇后所生。根據《明實錄》第四子明太宗（即明成祖）生于至正二十年4月17日，第五子周定王生于至正二十一年7月9日。馬皇后這種過于頻繁的生育情況歷來都被懷疑，認為五位皇子並非是馬皇后所生。而且明人早就指出“或曰高皇后無子”。根据朝鲜使臣权近《奉使录》记载，朱棣的生母不是马皇后。
《南京太常志》：“孝陵神位，左一位淑妃李氏，生懿文太子、秦愍王、晉恭王。右一位碽妃，生成祖文皇帝，孫貴妃生周王。”但李淑妃的父亲李杰投奔朱元璋时，才二十六岁，同时，朱标已在前一年出生。
朱彝尊《靜志居詩話》卷十三沈元華條：“奉先廟制（南京太廟奉先殿）高后南面，諸妃盡東列，西序惟碽妃一人，具載南京太常寺志。善高后從未懷妊，豈惟長陵，即懿文太子亦非后生也。”李清《三垣筆記》：“南太常志載成祖為碽妃所生，訝之。錢宗伯謙益有博學名，問之，亦不能決，以志言東側列妃嬪二十餘，西側止一碽妃。因啟寢殿驗之，入視果然，乃信。”
靖难后朱棣自称是孝慈高皇后所生的嫡子。但谈迁、朱彝尊、傅斯年、吴晗考证其生母为高丽人碽妃。另一個證據是明成祖建南京大報恩寺中對碽妃的供奉，中國古建築專家潘谷西持有這種觀點。
但是碽妃到中国的时候為1365年春，当时的朱棣已经5岁了（1360年四月十七日出生于应天府吴王宫），所以她不可能是成祖的生母。所谓的明《太常寺志》是被伪造和篡改过的，篡改者是张廷玉，这在民国时期就有人考证过了，吴晗认为张廷玉的取材是明朝政府的内部记录，但也拿不出具体证据，“行歷不詳，只好闕疑。”。然而明成祖登位後兩次下令重修《明太祖實錄》從而可以正面角度描寫自己，因此實錄中朱棣的出生日期有可能被篡改以符合朱棣是马皇后所生（也就是說朱棣是嫡子）這一說法。
劉繼莊说明成祖生母是蒙古人，甚至色目人。劉繼莊《廣陽雜記》參照《蒙古黄金史》認為：明成祖母為甕氏，蒙古弘吉剌人，以其為元順帝妃，故隱其事。“宮中別有廟藏神主，世世祀之，不關宗伯。有司禮監為彭躬菴言之，少時聞燕之故老為此說，今乃信也。”以上都是明人的記載。但考証，徐達、常遇春1368年攻入元大都前，元順帝早帶著后妃北逃元上都，而1360年出生的明成祖此時已經九歲了，1369年常遇春攻破元上都，明成祖已經十歲，所以其生母也不可能是甕氏。
综合来说，“目前唯一能够确定的，就是朱棣的母亲并非马皇后而是碽妃，至于碽妃的身份和事迹，因为史载的缺乏，目前只能存疑”。

### 父母、兄弟、姐妹、皇后与嫔妃
| \| \| \| \| \| \| \| \| \| \| \| \| \| \| \| \| \| \| \| \| 高祖父：（追尊）懿祖恒皇帝朱四九 \| \| \| \| \| \| \| \| \| \| \| \| \| \| \| \| \| \| \| \| \| \| \| \| \| \| \| \| \| \| \| \| \| \| \| \| \| \| \| \| \| \| \| \| \| \| \| \| \| \| \| \| \| \| 曾祖父：（追尊）熙祖裕皇帝朱初一 \| \| \| \| \| \| \| \| \| \| \| \| \| \| \| \| \| \| \| \| \| \| \| \| \| \| \| \| \| \| \| \| \| \| \| \| \| \| \| \| \| \| \| \| \| \| \| \| \| \| \| \| \| \| 高祖母：（追尊）恒皇后侯氏 \| \| \| \| \| \| \| \| \| \| \| \| \| \| \| \| \| \| \| \| \| \| \| \| \| \| \| \| \| \| \| \| \| \| \| \| \| \| \| \| \| \| \| \| \| \| \| \| \| \| \| \| \| \| 祖父：（追尊）仁祖淳皇帝朱世珍 \| \| \| \| \| \| \| \| \| \| \| \| \| \| \| \| \| \| \| \| \| \| \| \| \| \| \| \| \| \| \| \| \| \| \| \| \| \| \| \| \| \| \| \| \| \| \| \| \| \| \| \| \| \| 曾祖母：（追尊）裕皇后王氏 \| \| \| \| \| \| \| \| \| \| \| \| \| \| \| \| \| \| \| \| \| \| \| \| \| \| \| \| \| \| \| \| \| \| \| \| \| \| \| \| \| \| \| \| \| \| \| \| \| \| \| \| \| \| 父：太祖高皇帝朱元璋 \| \| \| \| \| \| \| \| \| \| \| \| \| \| \| \| \| \| \| \| \| \| \| \| \| \| \| \| \| \| \| \| \| \| \| \| \| \| \| \| \| \| \| \| \| \| \| \| \| \| \| \| \| \| 外曾祖父：（追封）杨王陈公 \| \| \| \| \| \| \| \| \| \| \| \| \| \| \| \| \| \| \| \| \| \| \| \| \| \| \| \| \| \| \| \| \| \| \| \| \| \| \| \| \| \| \| \| \| \| \| \| \| \| \| \| \| \| 祖母：（追尊）淳皇后陈氏 \| \| \| \| \| \| \| \| \| \| \| \| \| \| \| \| \| \| \| \| \| \| \| \| \| \| \| \| \| \| \| \| \| \| \| \| \| \| \| \| \| \| \| \| \| \| \| \| \| \| \| \| \| \| 外曾祖母：（追封）杨王夫人 \| \| \| \| \| \| \| \| \| \| \| \| \| \| \| \| \| \| \| \| \| \| \| \| \| \| \| \| \| \| \| \| \| \| \| \| \| \| \| \| \| \| \| \| \| \| \| \| \| \| \| \| \| \| 成祖文皇帝朱棣 \| \| \| \| \| \| \| \| \| \| \| \| \| \| \| \| \| \| \| \| \| \| \| \| \| \| \| \| \| \| \| \| \| \| \| \| \| \| \| \| \| \| \| \| \| \| \| \| \| \| \| \| \| \| 外祖父：（追封）徐王马公 \| \| \| \| \| \| \| \| \| \| \| \| \| \| \| \| \| \| \| \| \| \| \| \| \| \| \| \| \| \| \| \| \| \| \| \| \| \| \| \| \| \| \| \| \| \| \| \| \| \| \| \| \| \| 母：孝慈高皇后马氏 \| \| \| \| \| \| \| \| \| \| \| \| \| \| \| \| \| \| \| \| \| \| \| \| \| \| \| \| \| \| \| \| \| \| \| \| \| \| \| \| \| \| \| \| \| \| \| \| \| \| \| \| \| \| 外祖母：（追封）徐王夫人郑媪 \| \| \| \| \| \| \| \| \| \| \| \| \| \| \| \| \| \| \| \| \| \| \| \| \| \| \| \| \| \| \| \| \| \| \| \| \| \| \| \| \| \| \| \| \| \| \| \| \| \| \| \| |                                  |  |  |  |  |  |  |  |  |  |  |  |  |  |  |  |
| |                                  |  |  |  |  |  |  |  |  |  |  |  |  |  |  |  |
| | 高祖父：（追尊）懿祖恒皇帝朱四九 |  |  |  |  |  |  |  |  |  |  |  |  |  |  |  |
| |                                  |  |  |  |  |  |  |  |  |  |  |  |  |  |  |  |
| |                                  |  |  |  |  |  |  |  |  |  |  |  |  |  |  |  |
| | 曾祖父：（追尊）熙祖裕皇帝朱初一 |  |  |  |  |  |  |  |  |  |  |  |  |  |  |  |
| |                                  |  |  |  |  |  |  |  |  |  |  |  |  |  |  |  |
| |                                  |  |  |  |  |  |  |  |  |  |  |  |  |  |  |  |
| | 高祖母：（追尊）恒皇后侯氏       |  |  |  |  |  |  |  |  |  |  |  |  |  |  |  |
| |                                  |  |  |  |  |  |  |  |  |  |  |  |  |  |  |  |
| |                                  |  |  |  |  |  |  |  |  |  |  |  |  |  |  |  |
| | 祖父：（追尊）仁祖淳皇帝朱世珍   |  |  |  |  |  |  |  |  |  |  |  |  |  |  |  |
| |                                  |  |  |  |  |  |  |  |  |  |  |  |  |  |  |  |
| |                                  |  |  |  |  |  |  |  |  |  |  |  |  |  |  |  |
| | 曾祖母：（追尊）裕皇后王氏       |  |  |  |  |  |  |  |  |  |  |  |  |  |  |  |
| |                                  |  |  |  |  |  |  |  |  |  |  |  |  |  |  |  |
| |                                  |  |  |  |  |  |  |  |  |  |  |  |  |  |  |  |
| | 父：太祖高皇帝朱元璋             |  |  |  |  |  |  |  |  |  |  |  |  |  |  |  |
| |                                  |  |  |  |  |  |  |  |  |  |  |  |  |  |  |  |
| |                                  |  |  |  |  |  |  |  |  |  |  |  |  |  |  |  |
| | 外曾祖父：（追封）杨王陈公       |  |  |  |  |  |  |  |  |  |  |  |  |  |  |  |
| |                                  |  |  |  |  |  |  |  |  |  |  |  |  |  |  |  |
| |                                  |  |  |  |  |  |  |  |  |  |  |  |  |  |  |  |
| | 祖母：（追尊）淳皇后陈氏         |  |  |  |  |  |  |  |  |  |  |  |  |  |  |  |
| |                                  |  |  |  |  |  |  |  |  |  |  |  |  |  |  |  |
| |                                  |  |  |  |  |  |  |  |  |  |  |  |  |  |  |  |
| | 外曾祖母：（追封）杨王夫人       |  |  |  |  |  |  |  |  |  |  |  |  |  |  |  |
| |                                  |  |  |  |  |  |  |  |  |  |  |  |  |  |  |  |
| |                                  |  |  |  |  |  |  |  |  |  |  |  |  |  |  |  |
| | 成祖文皇帝朱棣                   |  |  |  |  |  |  |  |  |  |  |  |  |  |  |  |
| |                                  |  |  |  |  |  |  |  |  |  |  |  |  |  |  |  |
| |                                  |  |  |  |  |  |  |  |  |  |  |  |  |  |  |  |
| | 外祖父：（追封）徐王马公         |  |  |  |  |  |  |  |  |  |  |  |  |  |  |  |
| |                                  |  |  |  |  |  |  |  |  |  |  |  |  |  |  |  |
| |                                  |  |  |  |  |  |  |  |  |  |  |  |  |  |  |  |
| | 母：孝慈高皇后马氏               |  |  |  |  |  |  |  |  |  |  |  |  |  |  |  |
| |                                  |  |  |  |  |  |  |  |  |  |  |  |  |  |  |  |
| |                                  |  |  |  |  |  |  |  |  |  |  |  |  |  |  |  |
| | 外祖母：（追封）徐王夫人郑媪     |  |  |  |  |  |  |  |  |  |  |  |  |  |  |  |
| |                                  |  |  |  |  |  |  |  |  |  |  |  |  |  |  |  |
| |                                  |  |  |  |  |  |  |  |  |  |  |  |  |  |  |  |

| 成员 | 姓名 | 备注 |
| ---- | --- | --- |
| 父   | 朱元璋太祖高皇帝 | 原名朱重八 |
| 母   | 孝慈高皇后马氏 | 有争议 |
| 兄弟 | 朱标长、懿文太子 · 朱樉次、秦愍王 · 朱棡三、晋恭王 · 朱橚五、周定王，初封吴王 · 朱桢六、楚昭王 · 朱榑七、齐王 · 朱梓八、潭王 · 朱杞九、赵王 · 朱檀十、鲁荒王 · 朱椿十一、蜀献王 · 朱柏十二、湘献王 · 朱桂十三、代简王，初封豫王 · 朱楧十四、肃庄王，初封汉王 · 朱植十五、辽简王，初封卫王 · 朱㮵十六、庆靖王 · 朱权十七、宁献王 · 朱楩十八、岷庄王 · 朱橞十九、谷王 · 朱松二十、韩宪王 · 朱模二十一、沈简王 · 朱楹二十二、安惠王 · 朱桱二十三、唐定王 · 朱栋二十四、郢靖王 · 朱㰘二十五、伊厉王 · 朱楠二十六 | |
| 姐妹 | 臨安公主长 · 寧國公主次 · 崇寧公主三 · 安慶公主四 · 汝寧公主五 · 懷慶公主六 · 大名公主七 · 福清公主八 · 壽春公主九 · 十皇女 · 南康公主十一 · 永嘉貞懿公主十二 · 十三皇女 · 含山公主十四 · 汝陽公主十五 · 寶慶公主十六 | |
| 妻   | 仁孝慈懿诚明莊献配天齐圣文皇后徐氏 | 濠州人，父徐达，母谢氏，1407年薨，寿46岁。明中后期，有明成祖在徐皇后逝世后求娶其妹（或称徐妙锦），其母谢氏拒嫁女的伪史。同时期的史学家王世贞已经证伪，现代作者中亦有认为谢夫人拒嫁女是信史。                        |
| 妾   | 昭献贵妃王氏（苏州人，1420年薨。）、昭懿貴妃張氏（父張玉）、恭献贤妃权氏（朝鮮人，永乐六年贡女）、順妃任氏（朝鮮人，永乐六年贡女）、康靖莊和惠妃崔氏（朝鮮人，永乐六年贡女）、昭儀李氏（朝鮮人，永乐六年贡女）、婕妤呂氏（朝鮮人，永乐六年贡女）、康惠莊淑麗妃韓氏（朝鮮人，永乐十五年贡女，成祖驾崩後，縊死韓氏等16人殉葬）、恭榮美人王氏、昭順德妃劉氏、康懿順妃李氏、惠穆順妃郭氏、貞靜順妃張氏（应为仁宗妃）、忠敬昭順賢妃喻氏（1421年薨）、康穆懿恭惠妃吳氏、恭順榮穆麗妃陳氏、端靜恭惠淑妃楊氏（或为世宗妃）、恭和榮順賢妃王氏、昭肅靖惠賢妃王氏、昭惠恭懿順妃王氏、惠穆昭敬順妃錢氏、安順惠妃龍氏（一作尤氏）、皇妃黃氏（朝鮮人，永乐十五年贡女）、皇妃郑氏（朝鲜人，永乐八年贡女:20）、景惠美人盧氏（一作恭惠美人）、莊惠美人（姓氏不詳） | 《李朝实录》第二册记“帝为燕王时，纳于虚出女”。于虚出即朝鲜史料对当时建州女真首领阿哈出的称呼。中国史料中没有相关记载:152。 朝鲜王朝方面，有明成祖大肆屠杀、处决自己后宫中的妃嫔、宫女的记载（吕婕妤案、鱼吕之乱）。 |

### 子女
朱元璋為燕王宗室命名的二十字是：高瞻祁見祐，厚載翊常由；慈和怡伯仲，簡靖迪先猷。但從朱棣開始至明朝末年位居宗長者只傳到第十字「由」，即明熹宗朱由校及崇祯帝朱由檢。而至明末已使用的昭穆則至第十一字「慈」，代表人物有明憲宗益王系朱慈𤆃、明熹宗懷沖太子朱慈燃及崇祯帝獻愍太子朱慈烺。若論至明鄭時期，昭穆則至第十三字「怡」，如明憲宗益王系朱怡鎬。
| 序   | 姓名   | 封王                       | 母               | 备注                                                                      |
| ---- | ------ | -------------------------- | ---------------- | ------------------------------------------------------------------------- |
| 长子 | 朱高炽 | 立为皇太子，后即位为明仁宗 | 仁孝文皇后       | 生於洪武十一年（公元1378年），后即位为明仁宗，洪熙元年六月崩。            |
| 次子 | 朱高煦 | 汉王                       | 仁孝文皇后       | 生於洪武十三年（公元1380年）， 宣德元年(公元一1425年)造反失敗被囚後被殺。 |
| 三子 | 朱高燧 | 赵简王                     | 仁孝文皇后       | 生於洪武十六年（公元1383年）。                                            |
| 四子 | 朱高爔 | 未封                       | 康穆懿恭惠妃吳氏 | 生于洪武二十四年十二月二十四日（1392年1月18日－1392年），幼殇。           |

| 序   | 姓名   | 封號     | 母         | 驸马             | 备注                                                               |
| ---- | ------ | -------- | ---------- | ---------------- | ------------------------------------------------------------------ |
| 长女 | 朱玉英 | 永安公主 | 仁孝文皇后 | 广平侯袁容       | 生於洪武十年（1377年），永乐十五年（1417年）薨，年40岁，子袁祯。   |
| 次女 | ？     | 永平公主 | 仁孝文皇后 | 富阳侯李让       | 生於洪武十二年（1379年），正統九年（1444年）薨，年65岁，子李茂芳。 |
| 三女 | ？     | 安成公主 | 仁孝文皇后 | 宋琥西宁侯宋晟子 | 生於洪武十七年（1384年），正統八年（1443年）薨，年59岁。           |
| 四女 | ？     | 咸宁公主 | 仁孝文皇后 | 宋瑛西宁侯宋晟子 | 生於洪武十八年（1385年），正統五年（1440年）薨，年55岁。           |
| 五女 | ？     | 常宁公主 | 不详       | 沐昕西平侯沐英子 | 生于洪武十九年（1386年），永乐六年（1408年）薨，年23岁。           |

## 影視作品

### 电影
以下列出曾飾演「明成祖」的演員，以及劇中演出「明成祖」的电影：
| 演員   | 年份   | 影視作品               | 備註           |
| 王心刚 | 1987年 | 《苏禄国王与中国皇帝》 |                |
| 林威   | 2007年 | 《永乐恩仇》           | 又名《武僧》。 |

### 电视剧
以下列出曾飾演「明成祖」的演員，以及劇中演出「明成祖」的电视剧：
| 演員                 | 年份   | 影視作品           | 備註                                                                                     |
| 林国雄               | 1981年 | 《遊俠張三豐》     | 香港麗的電視劇。                                                                         |
| 区伟麟               | 1987年 | 《大明群英》       | 香港无线电视古装连续剧。                                                                 |
| 尹力                 | 1993年 | 《朱元璋》         |                                                                                          |
| 姜满熙               | 1996年 | 《龙之泪》         | 韩国KBS大河连续剧。                                                                      |
| 翟乃社               | 1999年 | 《帝王之旅》       | 中国大陆、台湾合拍。                                                                     |
| 靳德茂               | 2000年 | 《三少爷的剑》     |                                                                                          |
| 王卫国               | 2001年 | 《皇朝太医》       |                                                                                          |
| 万弘杰               | 2002年 | 《大醉侠》         | 中国大陆古装武打言情剧。                                                                 |
| 万弘杰               | 2002年 | 《穿越时空的爱恋》 | 中国大陆的第一部穿越剧。                                                                 |
| 寇世勳               | 2004年 | 《永乐英雄儿女》   |                                                                                          |
| 黄觉                 | 2004年 | 《名扬花鼓》       |                                                                                          |
| 申军谊               | 2005年 | 《大明天子》       |                                                                                          |
| 钱琳                 | 2006年 | 《朱元璋》         |                                                                                          |
| 高源                 | 2006年 | 《传奇皇帝朱元璋》 |                                                                                          |
| 宋达民               | 2006年 | 《神机妙算刘伯温》 | 台湾电视剧。                                                                             |
| 麦長青               | 2006年 | 《覆雨翻云》       | 香港电视剧。                                                                             |
| 王建新               | 2006年 | 《武当Ⅱ》          |                                                                                          |
| 李庆祥               | 2006年 | 《画鸟记》         |                                                                                          |
| 唐国强               | 2006年 | 《大明玉玺》       | 又名《传国玉玺》。                                                                       |
| 李海杰               | 2007年 | 《铁血男儿》       | 又名《永乐大帝》，新加坡电视剧。                                                         |
| 孙宁                 | 2008年 | 《大明奇才》       | 又名《大明奇才解缙》。                                                                   |
| 唐国强               | 2009年 | 《郑和下西洋》     | 又名《大航海》。                                                                         |
| 于波                 | 2009年 | 《包三姑外传》     |                                                                                          |
| 吳諾弘 朱敏瀚 马德钟 | 2011年 | 《洪武三十二》     | 吳諾弘饰演童年时期的朱棣 朱敏瀚饰演少年时期的朱棣 馬德鐘饰演中年时期的朱棣；香港电视剧。 |
| 吕良伟               | 2019年 | 《英雄诀》         | 又名《永乐传奇》。                                                                       |
| 王学圻               | 2019年 | 《大明风华》       |                                                                                          |
| 成毅 冯绍峰          | 2022年 | 《山河月明》       | 成毅饰演少年时期的朱棣 冯绍峰饰演中年时期、老年时期的朱棣。                              |
| 于荣光               | 2022年 | 《尚食》           |                                                                                          |
| 陈昊                 | 2024年 | 《锦衣夜行》       |                                                                                          |

### 纪录片
以下列出曾飾演「明成祖」的演員，以及劇中演出「明成祖」的电视剧：
| 演員 | 年份   | 影視作品           | 備註             |
| 孙宁 | 2005年 | 《1405郑和下西洋》 | 大型电视纪录片。 |
|      |        | 《伟大的旅人郑和》 | NHK纪录片。      |

### 引用
1. ↑  永安公主墓誌上為「 公主諱玉英 今上皇帝 仁孝皇后之长女也 生洪武十年六月十五日……」
2. ↑  《明太祖实录》记载：“庚子年夏四月丁巳朔。癸酉，皇第四子生，即今上皇帝，孝慈皇后出也”。四月癸酉即四月十七日，对应公历5月2日。
3. ↑  《明太宗实录》记载“永乐二十二年秋七月甲戌朔……辛卯，上崩。大监马云等以六师在远外，秘不发丧，密与大学士杨荣、金幼孜议，丧事一遵古礼，含敛毕，载以龙辇，所至御幄，朝夕上食如常仪”。七月辛卯即七月十八日，对应公历8月12日。
4. ↑  《皇明大政紀》卷四，明萬曆三十年博古堂刻本：“上御东阁门，谕廷臣，欲立燕王，以翰林学士刘三吾言不果。上曰：“朕老矣，太子不幸，遂至于此，命也。古云：‘国有长君，社稷有福。’朕第四子贤明仁厚，英武似朕，欲立为太子，何如？”翰林学士刘三吾进曰：“陛下言是，但置秦晋二王何地？”上不及对，因大哭而罢。”
5. ↑  《明通鑑》卷十二：（六月）己酉，燕山百戶倪亮上變，告燕官校於諒、周鐸等陰事，詔逮至京師，皆戮之。復詔責燕王。王遂稱疾篤，佯狂走呼市中，奪酒食，語多妄亂，或臥土壤彌日不甦。張昺、謝貴入問疾，王盛夏圍爐播顫曰：「寒甚。」宮中亦杖而行。昺等稍信之，長史葛誠密語之曰：「王本無恙，公等勿懈。」
6. ↑  《明通鑑》卷十二：初，張信之至燕也，與昺等同受密旨，憂懼不知所出。以告母，母大驚曰：「吾聞燕都有王氣，王當爲天子。汝慎勿妄舉，取赤族禍也。」至是又密敕信，使執王，信見事急，三造燕邸，辭不見，乃乘婦人車徑至門，固請之。王召入，信拜牀下，密以情輸王。王猶佯為風疾，不能言，信曰：「殿下毋爾也。臣今奉詔禽王，王果無意，當就執，如有意，幸勿誨臣。」王察其誠，下拜曰：「生我一家者，子也！」於是召僧道衍謀舉兵。
7. ↑  《明通鑑》卷十二：會昺等部署衛卒及屯田軍士，布列城中，一面飛章奏聞。布政司吏李有直竊其草，獻之府中，燕王亟呼護衛張玉、朱能等率壯士八百人入衛。
8. ↑  《明通鑑》卷十二：秋，七月，詔至，「逮燕府官屬」，於是張昺、謝貴等率諸衛士以兵圍府第，……壬申，王稱疾愈，御東殿，伏壯士左右及端禮門內，遣人召昺、貴，不至，復遣中使示以所逮姓名，乃至。……一時伏兵盡起，前禽昺、貴，捽葛誠、盧振下殿。王擲杖起曰：「我何病！為若輩奸臣所逼耳。」昺、貴及誠等不屈，皆斬之。
9. ↑  《明太宗實錄》卷二：是夜，（張）玉等攻九門，黎明已克其八，惟西直門未下。上令指揮唐雲解甲騎馬，導從如平時，過西直門，見闘者，呵之曰：「汝眾喧閧，欲何為者？誰令爾為此不義，是自取殺身耳。」眾聞雲言，皆散，乃盡克九門，遂下令安集城中，人民安堵，諸司官吏視事如故。北平都指揮使俞填走居庸關，馬瑄走薊州，宋忠率兵至居庸關，知事不齊，退保懷來，留俞填守居庸。
10. ↑  《皇明祖訓·法律》：如朝無正臣，内有奸惡，則親王訓兵待命，天子密詔諸王，統領鎮兵討平之。
11. ↑  《明太宗實錄》卷二：甲戌，通州衛指揮房勝等率眾以城來歸。
丙子，馬宣在薊州，謀起兵來攻。上遣指揮朱能等攻拔其城，遂生擒馬宣。遵化衛指揮蔣玉、密雲衛指揮郭亨各以城來歸。
己卯，命指揮徐安、鐘祥、千戶徐祥等討填，安等攻破其城（居庸關），填走懷來，依宋忠。
甲申，至懷來。……宋忠余眾蒼黃列陣未成，上麾師渡河，鼓噪直沖其陣，宋忠大敗，奔入城。……都指揮莊得單騎遁走，餘眾悉降，即散遣歸原衛。
丙戌，永平守將趙彝、郭亮以城來歸。
乙未，……乃作詒卜萬書，盛稱獎萬而極毀詆亨，緘識牢密，召一卒飲之酒，且厚賚之，而置書其衣中，俾歸與萬。其同獲之卒竊窺之，問守者曰：「彼何為者？」守者曰：「遣歸通意，故得厚賚。」卒跪曰：「告守者能為我請得偕行，惟命是從，不敢望賚。」守者如所言為請，遂俱遣而不與賚，不得賚者終不平，至即發其事。劉真、陳亨搜卒衣，得與卜萬書，遂疑萬，執下獄，籍其家。
12. ↑  《明通鑑》卷十二：壬辰，谷王橞聞燕兵破懷來，自宣府奔京師。
13. ↑  《明鑑綱目》卷二：燕兵起，朝廷慮（朱）權與燕合，召權及遼王植歸京師。植泛海還，權不至，坐削護衛。
14. ↑  《明太宗實錄》卷三：齊泰等慮遼王植、寧王權為上之助，建議悉召還京，惟植至，遂遣敕削權護衛。
15. ↑  《明通鑑》卷十三：陳質者，建文元年宋忠之敗，質以參將退守大同，代王欲舉兵應燕，質持之不得發。
16. ↑  《明鑑綱目》卷二：棣反書聞。帝告太廟，削棣屬籍，廢為庶人。詔示天下。以（耿）炳文太祖時宿將，拜征虜大將軍。
17. ↑  《明通鑑》卷十二：是月，燕王反書聞。齊泰請削燕屬籍，聲罪致討。或難之，泰曰：「明其為賊，敵乃可克。」遂定議伐燕，布告天下。
18. ↑  《明史》卷一百四十二：暴昭，潞州人。……燕兵起，設平燕布政司於真定，昭以尚書掌司事，與鐵鉉輩悉心經畫。
19. ↑  《明通鑑》卷十二：八月，己酉，耿炳文師次真定。
20. ↑  《明通鑑》卷十二：壬子，……，夜半，至雄縣，襲其城。（潘）忠援兵不至，前鋒麾下九千人皆戰沒。……命護衛千戶譚淵率壯士千餘，伏月漾橋水中，……，俟忠等援軍已過，即出據橋，王遣兵逆擊忠，敗之。
《明太宗實錄》卷三：上問忠等：“莫州軍馬幾何？”忠云：“尚有戰士萬余、馬九千餘匹，今聞臣敗必走，急取可得也。”上率精銳百余為前鋒，趨鄚州，徑薄其營，悉降之，盡獲其人馬輜重。
21. ↑  《明太宗實錄》卷三：壬戌，未至真定二十里，獲采樵者，詢知炳文軍惟備西北，其東南無備。上率三騎先至東門，突入其運糧車中，擒二人問之，其南岸之營果移於北岸，由西門而營，直抵西山。
22. ↑  《明通鑑》卷十二：炳文出城逆戰，張玉、譚淵、朱能等率眾奮擊，王以奇兵出其背，循城夾攻，橫衝其陣，炳文大敗，奔還。朱能與敢死士三十餘騎，追奔至滹沱河東。炳文眾尚數萬，復列陣向能。能奮勇大呼，衝入炳文陣，南軍披靡，蹂藉死者甚眾，棄甲降者三千餘人。
23. ↑  《明太宗實錄》卷三：上將輕騎數十，繞出城西，先破其二營。適炳文送使客出，覺之奔還，……炳文出城迎戰，張玉、譚淵、朱能、馬雲等率眾奮擊之，上以奇兵出其背，循城夾擊，橫透敵陣，炳文大敗，急奔入城。軍爭門，門塞不得入，相蹈藉死者甚眾，乃自相斮，然後得入而闔門自守。丘福等殺入子城，門閉乃退。其左副將軍駙馬都尉李堅領眾接戰，我騎士薛祿引槊刺堅墜馬，揮刀斫之。堅大呼曰：「我李駙馬也，勿殺。」祿生擒之，其右副將軍都督甯忠、左軍都督顧成、都指揮劉遂俱被擒，斬首三萬餘級，積屍塞城壕，溺死滹沱河者無算，獲馬二萬餘匹，俘降數萬，盡散遣之，有二千人願留不歸，上從之。
24. ↑  《明太宗實錄》卷三：丙寅，攻真定二日未下。上曰：「攻城下策，徒曠時日，鈍士氣。」遂命班師。
25. ↑  《明通鑑》卷十二：（顧）成遂降，王遣人送北平，輔世子居守。
26. ↑  《明通鑑》卷十二：上聞真定之敗，始有憂色，謂黃子澄曰：「柰何！」對曰：「勝敗兵家之常，無足慮。」因薦曹國公李景隆可大任，齊泰極言其不可，竟用之。
27. ↑  《明太宗實錄》卷四：（九月）戊寅，諜報曹國公乘傳至德州，收集耿炳文敗亡將卒并調各處軍馬五十萬，進營河間。
28. ↑  《明太宗實錄》卷四：上語諸將曰：「李九江（李景隆小名），豢養之子，寡謀而驕矜，色厲而中餒，忌刻而自用，況未嘗習兵，見戰陣而輙以五十萬付之，是自坑之矣。漢高祖大度，知人善任，使英雄為用，不過能將十萬，九江何等才，而能將五十萬？趙括之敗可待矣。」
29. ↑  《明太宗實錄》卷四：上笑曰：「兵法有五敗，景隆皆蹈之。為將政令不脩，紀律不整，上下異心，死生離志，一也；今北地早寒，南卒裘褐不足，披冒霜雪，手足皸瘃，甚者墮指，又士無贏糧，馬無宿槁，二也；不量險易，深入趨利，三也；貪而不治，智信不足，氣盈而愎，仁勇俱無，威令不行，三軍易撓，四也；部曲喧嘩，金鼓無節，好諛喜佞，專任小人，五也。九江五敗悉備，保無能為。然吾在此，必不敢至，今須往援永平，彼知我出，必來攻城，回師擊之，堅城在前，大軍在後，必成擒矣。」
30. ↑  《明太宗實錄》卷四：九月戊辰朔，永平守將郭亮馳報：江陰侯吳高、都督耿瓛等以遼東兵圍城。
31. ↑  《明太宗實錄》卷四：丙戌，上率師援永平，諸將請曰：「必守盧溝橋，扼李景隆之沖，使不得徑至地城下。」上曰：「天寒冰涸，隨處可度，守一橋何足拒敵？舍之不守，以驕敵心，使深入受困於堅城之下，此兵法所謂利而誘之者也。」壬辰，吳高等聞上至，倉卒盡棄輜重，走山海。上遣輕騎追之，斬首數千級，俘降亦數千人，盡散遣之。上議攻大寧，……乙未，師行。上諭世子嚴守備，敵至，慎毋與戰。
32. ↑  《明太宗實錄》卷四：壬寅，師抵大寧，城中不虞我軍驟至，倉卒關門拒守。上引數騎循繞其城，適至西南隅而城崩，上麾勇士先登，眾蟻附而上，遂克之，獲都指揮房寬，撫綏其眾，頃刻而定，城中肅然無擾。遣陳亨家奴並城中將士家屬報亨，劉真等引軍來援，軍士聞家屬無恙，皆解甲。時寧王權三護衛為朝廷削奪者尚留城中，至是皆歸附，上悉以還寧王。
33. ↑  《明通鑑》卷十二：壬寅，燕師至大寧。王單騎入城，詭言窮蹙求救，執寧王手大慟。寧王信之，為草表謝，請赦其死。居數日，情好甚洽。時北平銳卒伏城外，吏士得稍稍入城，陰結三衛部長及戍卒。己酉，燕王辭去，寧王祖之郊外，伏兵起，擁寧王行，三衛彍騎及諸戍卒一呼畢集。守將朱鑑不能禦，力戰死，寧府長史石撰不屈死。壬子，燕師南還，寧王同行，寧妃、世子皆從，悉以三衛配北軍，大寧城為之一空。
34. ↑  《明太宗實錄》卷四：乙卯，我軍至會州，命張玉將中軍，鄭亨、何壽充中軍左、右副將；朱能將左軍，朱榮、李浚充左軍左、右副將；李彬將右軍，徐理、孟善充右軍左、右副將；徐忠將前軍，陳文、吳達充前軍左、右副將；房寬將後軍，和允中、毛整充後軍左、右副將；以大寧歸附之眾分隸各軍。丁巳，師入松亭關。
35. ↑  《明太宗實錄》卷五：庚午，師至孤山，訊知李景隆軍鄭村壩。我邏騎至白河，還言河水流澌，兵不可度，又聞景隆列陣于白河西。是日，大雪初霽。上默禱曰：「天若助予，則河冰合。」是夜，起營。達曙白，河冰已合。於是會師畢度。諸將進賀曰：「同符光武滹沱之瑞，上天祐助之徵也。」上曰：「成敗亦惟聽於天耳。」時景隆遣都督陳暉領騎萬餘來哨而行道相左，暉探知我軍度河，從後追躡，其眾方度，上率精騎還擊之，斬首無算，暉餘眾奔度，河冰忽解，溺死甚眾，獲馬二十餘匹，暉僅以身免。
36. ↑  《明太宗實錄》卷五：諜報景隆馭軍嚴刻，士卒多躡履執戟，盡夜立雪中，不得息，凍死及墮指者甚眾，臨戰率不能執兵。上曰：「違天時以自敝，可不勞而勝之。」乃率諸軍列陣而進，遙望敵軍讙動。上曰：「彼亂而囂，可擊也。」以精騎先進，連破其七營，諸軍繼之交戰，自午至酉，上益張奇兵，左右衝擊，大敗景隆兵，斬首數萬級，降者數萬，悉縱遣之。
37. ↑  《明通鑑》卷十二：辛未，戰於鄭村壩，連破其七營，遂逼景隆。燕將張玉等列陣而進，乘勝抵城下，城中兵亦鼓噪而出，內外夾攻，景隆師潰，宵遁。
38. ↑  《明太宗實錄》卷五：是夜，景隆盡棄其輜重，拔眾南遁，遂獲馬二萬餘匹。諸將請追之，上歎曰：「殺傷多矣，降皆釋之，遁者不須追也。況天氣冱寒，饑凍而死者亦不少，宜抑止鋒銳，勿過傷生。」諸將乃止。
39. ↑  《明太宗實錄》卷五：時敵兵違九門者尚未知景隆遁，猶固守不退。癸酉，上率兵攻之，破其四營，其餘望風奔遁，所獲兵資器仗不可勝計。
40. ↑  《明通鑑》卷十二：翌日，九壘猶固守，燕兵次第破其四壘。餘眾聞景隆已走，遂棄兵糧，晨夜南奔。景隆退還德州。
41. ↑  《明鑑綱目》卷二：……內外夾攻，諸軍皆潰。喪士卒十餘萬。
42. ↑  《明通鑑》卷十二：乙亥，燕王再上書自理，謂「朝廷所指為不軌之事凡八，皆出齊泰、黃子澄等奸臣所枉，請誅之以告天下。」不報。
43. ↑  《明太宗實錄》卷五：先是，上語左右曰：「遼東雖隔山海而數擾永平，當思所以靖之。吳高雖怯而行事差密，楊文粗而無謀，去吳高，則楊文不足慮矣。然非用智不能去之。」遂遣人齎書諭二人，與文書則盛毀辱之，與吳高書則盛稱譽之，而故易其函，若誤置者。於是二人皆以聞於朝，朝廷果疑吳高，削其爵，徙廣西，獨命楊文守遼東。由是兵無紀律，人懷疑貳，不敢數出矣。
44. ↑  《明太宗實錄》卷五：庚申，师至广昌，守备汤胜等举城降。
45. ↑  《明太宗實錄》卷六：二年正月丙寅朔，上至蔚州，……城中恟惧，将王忠、李远等城举降。
46. ↑  《明太宗實錄》卷六：我師攻大同，李景隆果來援，引軍出紫荊關。上率師由居庸關回，景隆軍凍餒死者甚眾，墮指者什二三，棄鎧伏於道，不可勝計。
47. ↑  《明通鑑》卷十二：乙卯，燕師渡玉馬河，營於蘇家橋。
48. ↑  《明通鑑》卷十二：己未，遇（平）安兵於河側，安伏精兵萬騎邀擊。燕王曰：「平安，豎子耳。往歲從出塞，識我用兵，今當先破之。」及戰，安素稱驍勇，奮矛直前，都督瞿能父子繼之，所向披靡，燕師遂卻。會千戶華聚、百戶谷允陷陣而入，斬首七級，又執我（南軍）都指揮何清。日色已暝，遂收軍。是役也，真定之師亦至，合兵六十萬，陣列河上，郭英等預藏火器於地中，燕師多死。王從三騎殿後，夜，迷失道，下馬伏地視河流，燒稍辨東西，始知營所在，倉猝渡河而北。王還營，令諸軍蓐食。
49. ↑  《明太宗實錄》卷六：敵藏火器於地，其所謂「一窠蜂」、「揣馬丹」者，著入馬皆穿，而我軍俱無所複。時夜深，各收軍還營，上親殿后，從者惟三騎，迷所營處。上下馬，視河流，辨東西，營在上流，遂度河，稍增至七騎。是夜，營白溝河北，令軍士秣馬蓐食，俟旦畢度。
50. ↑  《明鑑綱目》卷二：明日再戰，能及安擣燕將房寬陣，敗之。
51. ↑  《明太宗實錄》卷六：乃令都指揮丘福等以萬餘騎沖其中堅不動，上以精銳數十突入敵軍左掖，殺傷甚眾，……於是複進戰不已。敵眾飛矢如注，上所乘馬凡三易三被創，所射矢三服皆盡，乃提劍左右奮擊，劍鋒缺折不堪擊，乃稍卻。敵來逼而限以二堤，上複馳馬越堤逆之，佯以鞭招後，敵疑有伏，不敢越堤而止，遂相持。
52. ↑  《明通鑑》卷十二：燕王見事急，親冒矢石，又令大將丘福衝其中堅，不得入，王盪其左，突景隆兵繞出王後，飛矢雨注。王馬三創，凡三易，所射矢三服皆盡，乃提劍，劍鋒復折，馬阻於堤，幾為瞿能、平安所及。王亟走登堤，佯舉鞭招後騎，景隆疑有伏，不敢進，會高煦救至，乃得免。
53. ↑  《明太宗實錄》卷六：壬戌，我軍乘勝進取德州。辛未，李景隆聞我軍且至，拔德州之眾宵遁。癸酉，命陳亨、張信入德州，籍吏民，收府庫，得糧儲百余萬。……李景隆奔濟南。（庚辰）詰旦，至濟南，李景隆眾十余萬倉卒佈陣未定，……，遂進擊之，大敗景隆，斬首萬餘級，獲馬萬七千餘匹。景隆單騎遁。
54. ↑  《明鑑綱目》卷二：冬十月，詔李景隆還。赦不誅。御史大夫練子寧、宗人府經歷宋徵、御史葉希賢並言景隆失律喪師，懷貳心，宜誅。黃子澄亦請正其罪以謝天下。皆不聽。子澄拊膺曰：「大事去矣！薦景隆誤國，萬死不足贖罪！」
55. ↑  《明通鑑》卷十二：燕師遂圍濟南，鉉與庸等乘城守禦。王知不可驟克，令射書城中趣降。
56. ↑  《明太宗實錄》卷六：辛巳，隄水灌濟南城。
57. ↑  《明通鑑》卷十二：鉉乃佯令守陴（牆頭）者皆哭，撤守具，遣千人出城詐降。王大喜，軍中懽呼。鉉設計，預懸鐵板城門上，伏壯士闉堵（甕城）中，候燕王入，下板擊之，又設伏，斷城外橋以遏歸師。
58. ↑  《明通鑑》卷十二：比王入門中，人呼千歲，鐵板下稍急，傷燕王馬首。王驚覺，易馬而馳。伏發，橋倉猝不可斷，王鞭馬自橋逸去，憤甚，復設長圍攻之。鉉隨宜守禦，燕師持久頓城下者凡三閱月，卒不能下。
59. ↑  《明通鑑》卷十二：六月，上聞濟南危急，用齊泰、黃子澄計，遣使赦燕罪以緩其師。己酉，命尚寶丞李得成詣燕師，諭王罷兵。王不聽，留之，得成遂附於燕。
60. ↑  《明通鑑》卷十二：秋，七月，都督平安將兵二十萬，進次河間之單家橋，謀出御河，斷燕餉道。
61. ↑  《明通鑑》卷十二：（八月）戊申，燕師解圍去，盛庸、鐵鉉追擊，敗之。金兵德州，燕守將陳旭遁，遂復德州。
62. ↑  《明太宗實錄》卷七：丙午，下令征遼東。……壬子，密令徐理、陳旭等朱詣直沽，造浮橋濟師。丙辰，移師還通州，循河而南。……戊午，我軍過直沽。上語諸將曰：「徐凱等所設備，惟青縣、長盧而已，塼垛兒、灶兒坡數程皆無水，皆不備，趨此可徑至滄州城不？」是夜二更，啟行，晝夜三百里，敵兩發哨騎皆不相遇。明旦，至監倉，遇敵哨騎數百，盡擒之。食時，至滄州，敵猶未覺，督軍士築城。我軍既至城下，始蒼黃分，守城垛眾皆股栗，不及擐甲。我軍四面急攻之，上麾壯士由城之東北角登，逾時拔其城。而先已遣人斷敵歸路，遂斬首萬餘級，獲馬九十餘匹，而生擒都督徐凱、程暹、都指揮俞琪、趙滸、胡原、李英、張傑並指揮以下百余人，餘眾悉降，咸給牒遣。
63. ↑  《明通鑑》卷十二：丙辰，自通州循河而南，渡直沽，晝夜兼行。戊午，師至滄州城下，凱等方四出伐木，晝夜築城，倉猝收筑具出戰。燕師四面攻之，張玉率壯士由城東北隅肉薄而登，庚申，拔之。
64. ↑  《明鑑綱目》卷二：棣自長蘆渡河，至德州。
65. ↑  《明太宗實錄》卷七：（十一月）甲子。……上慮德州盛庸之眾要之，乃率諸軍自長蘆度河，循河而南至景州，遂至德州，遣人於城下招盛庸，庸堅壁不出。時我軍皆已過，上獨率數十騎殿后，庸覘知之，遣騎數百來襲後，上返兵擊之，殺百餘人，生擒千戶蘇瓛，餘悉降。
66. ↑  《明太宗實錄》卷七：壬申，駐軍臨清。上語諸將曰：「盛庸聚眾德州，而仰給禦河運糧，若邀其糧，彼乏食，必不得而出，出必虛聲躡我之後，其實欲向南就食。今覘伺其出，還軍擊之，蔑不破矣。」甲戌，移軍館陶，遣輕騎哨至大名，盡得其糧舟，遂取其糧，焚其舟。我軍至館陶渡河，至冠縣，過莘縣，遂向東阿、東平，以誘敵眾。
67. ↑  《明通鑑》卷十二：乙卯，燕師抵東昌，庸背城而陣，列火器毒弩以待。
68. ↑  《明太宗實錄》卷七：乙卯，我師至東昌，盛庸背城而出。
69. ↑  《明通鑑》卷十二：燕王直前薄庸軍左翼，不動；復衝中堅，庸開陣縱王入，圍之數重。燕將朱能率番騎來救，王乘間突圍出。而燕軍為火器所傷甚眾，大將張玉死於陣。會平安至，與庸合兵。丙辰，又戰，復大敗之，前後斬馘數萬人。燕師遂北奔，庸等趣兵追之，復擊殺無算。
70. ↑  《明太宗實錄》卷七：丁巳，師至館陶。時盛庸馳報真定，於是敵眾四出，以要我歸師。……（三年正月）丙子，師至北平。
71. ↑  《明通鑑》卷十二：王聞張玉敗沒，痛哭曰：「勝負常事，不足慮；艱難之際，失此良將，殊可悲恨！」
72. ↑  《明太宗實錄》卷七：上複曰：「勝負固兵家常事，今勝負亦相當，未至大失，所恨者失張玉耳。艱難之際，喪此良輔，吾至今寢不帖席，食不下嚥也。」
73. ↑  《明鑑綱目》卷二：棣恥東昌之敗，意殆欲稍休，道衍力趣之。謂棣曰：臣前言師行必克，但費兩日；兩日者，昌字也，自此全勝矣。
74. ↑  《明太宗實錄》卷七：二月庚寅朔。戊戌，命僧修齋，薦陣亡將士，上親為文祭之。祭畢，上流涕言曰：「奸惡橫加毒害於我，爾等憫我無辜，奮力戰鬥，為我而死，含無窮之冤於地下。每念及之，痛切於心。」遂脫所服袍，焚于前，諸將趨進，亟止之。……乙巳，上率師南出
75. ↑  《明通鑑》卷十二：乙巳，燕師復南下。己酉，次保定。盛庸合諸軍二十萬駐德州，吳傑、平安出真定。燕王與諸將議所向，丘福等請攻定州，王曰：「野戰易，攻城難。今盛庸在德州，吳傑、平安在真定，我若頓兵城下，彼必合勢來援。堅城在前，強敵在後，此危道也。今真定距德州二百餘里（注：真定即石家莊附近，離德州約四百里，應是記載有誤），我軍介其中，敵必出迎戰，取其一軍，餘自膽破。」諸將曰：「腹背受敵，奈何？」王曰：「百里之外，勢不相及，兩軍相薄，勝敗在呼吸間，雖百步不能相救，況二百里哉！」明日，遂移軍東出
76. ↑  《明太宗實錄》卷七：（三月）己卯，偵知盛庸軍營夾河，遂進師迫之。庚辰，距敵營四十里駐兵。
77. ↑  《明鑑綱目》卷二：棣將輕騎來覘，掠陣過，庸遣千騎追之。
78. ↑  《明朝那些事儿》第一卷：然而朱棣並未接近自己所佈陣型，而是從旁掠過，很明顯他的目的是偵察。然而此時盛庸終於發現，自己並不能把朱棣怎麼樣！對付這種偵察騎兵，最好的方法就是給他一槍，把他打下馬來，然而皇帝陛下的教導始終縈繞在耳邊，無論如何是不能開槍或者射箭的，因為那會讓仁慈的皇帝陛下擔負殺害叔叔的罪名。……他只能派出自己的騎兵去追擊對方，結果當然是不了了之。
79. ↑  《明通鑑》卷十二：辛巳，庸軍及燕兵遇於夾河。庸結陣甚堅，陣旁火車銳弩齊列。燕王以輕騎掠陣過，庸追卻之，乃復以步騎攻其左掖，不能入。燕將譚淵，從中軍望見塵起，遽出兵逆擊之。都指揮莊得，率眾殊死戰，遂合庸軍，斬淵及其部下董真保於陣。燕王與朱能、張武等，復以勁騎繞出南軍背，乘暮掩擊，莊得陷陣死，又殺楚智、張皂旗。
80. ↑  《明通鑑》卷十二：是日戰酣，殺傷皆相當。
81. ↑  《明鑑綱目》卷二：棣以十餘騎偪庸營野宿，及明起視，已在圍中。乃從容引馬鳴角，穿營而去。庸諸將皆以帝有詔「毋使朕負殺叔父名」，倉卒相顧，愕眙不敢發一矢。
82. ↑  《明通鑑》卷十二：既還營，復嚴陣約戰。謂諸將曰：「昨日譚淵逆擊太早，故不能成功。……，兩陣相當，將勇者勝，此光武之所以破王尋也。」
83. ↑  《明通鑑》卷十二：壬午，復戰。庸軍西南，燕軍東北。燕王臨陣，張奇兵左右衝擊，自辰至未，兩軍互有勝負。會東北風大起，塵埃漲天，兩軍咫尺不相見，北軍乘風大呼，縱左右翼擊之，庸軍大敗，棄兵走。燕師追至滹沱河，踐溺死者甚眾，其降者王悉縱遣之。庸遂退保德州。
84. ↑  《明鑑綱目》卷二：忽大風東北起，飛埃蔽天，庸軍面迎沙礫，咫尺不辨物。棣兵縱左右翼橫擊，斬首數萬。庸大敗，走德州。
85. ↑  《明太宗實錄》卷七：先是，吳傑等引軍出，與盛庸合，未至八十里，聞庸敗，複還真定。
86. ↑  《明通鑑》卷十二：閏月，癸巳，上以夾河之敗，罷齊泰、黃子澄，謫於外，蓋使之募兵也。
87. ↑  《明太宗實錄》卷七：是日，軍士四出取糧，又令校尉荷擔抱嬰兒，偽作避兵者，奔入真定城，揚言北軍皆出取糧，營中無備。傑等聞而信之，遂出軍襲我。
88. ↑  《明通鑑》卷十二：（閏三月）戊戌，遇燕師於藳城。傑等列方陣於西南，燕王謂諸將曰：「方陣四面受敵，豈能取勝！我以精兵攻其一隅，一隅敗則其餘自潰矣。」乃以軍縻其三面，而自率精銳攻東北隅。燕將薛祿，出入敵陣，馬蹶，為南軍所執，奪敵刀斬數人，復跳而免。王復率驍騎循滹沱河出陣後，傑、安等預藏火器，發大弩射王，矢集王所建旗，勢如猬毛，燕師中火器及弩，死傷甚眾，竟不及王。
89. ↑  《明通鑑》卷十二：會大風起，發屋拔樹，燕軍乘之，傑等師大潰。燕王麾兵四向蹙之，斬首六萬餘級。追奔至真定城下，傑等走入城。
90. ↑  《明太宗實錄》卷七：翊日，遣人送旗回北平，諭世子謹藏之，以示後世子孫，使知今日遇禍之難。都督顧成見旗而泣，謂世子曰：「臣少從軍，今老矣，多歷戰鬥，未嘗見若此也。」
91. ↑  《明通鑑》卷十二：燕師自白溝河至藳城，凡三捷，皆得風助，王以為此天授，非人力也。
92. ↑  《明通鑑》卷十二：己酉，燕師掠順德。辛亥，掠廣平。癸丑，次大名。諸郡縣皆望風降燕。
93. ↑  《明通鑑》卷十二：王聞罷齊、黃以為緩兵之計，復上書曰：「比聞奸臣竄逐，臣亦將休兵就藩。而吳傑、平安、盛庸之眾，猶聚境上，是奸臣雖出而其計實行，臣不敢奉詔。」
94. ↑  《明太宗實錄》卷八：書至，建文君以示方孝孺。孝孺觀畢，曰：「我方將怠之，此奏之來正宜。今各處兵已多集，獨雲南兵來至，燕軍久駐大名，暑雨為沴，不戰將自困。今調遼東兵攻永平，德州擾北平，根本受敵，彼必歸援，我大軍躡其後，有必擒之勢矣。今辜遣人報之，往復一二月，吾師必集矣。」建文君善其策，遂命孝孺草詔，宣言欲罷兵。……遂令大理少卿薛嵓齎至軍中密散之，以懈我將士心。
95. ↑  《明通鑑》卷十二：嵓至見燕王，王問：「上意云何？」嵓曰：「朝廷言殿下旦釋甲，暮即旋師。」王曰：此不可紿三尺兒。嵓惶懼不能對。
96. ↑  《明太宗實錄》卷八：五月己丑朔，吳傑、平安、盛庸俱發兵擾我餉道。
97. ↑  《明通鑑》卷十二：己丑，燕王復使指揮武勝詣京師上書，謂：「朝廷已許罷兵，而庸等攻北，絕我糧餉，與詔旨相違，此必有主之者。」上得書，欲竟罷之。孝孺曰：「兵一罷不可復聚，若使彼長驅犯闕，何以禦之？」上從其言，乃下武勝於獄。
98. ↑  《明鑑綱目》卷二：帝乃誅勝以絕燕。
99. ↑  《明太宗實錄》卷八：辛酉，獲其諜者，言武勝等已下獄。上謂諸將曰：「我駐軍於此三月，以俟息兵之命。武勝既執，則其志不可轉矣，我豈能塊然坐此，為人所擒哉？彼軍萃德州，資糧皆通徐、沛來，但調輕騎數千邀而毀之，德州無所仰給，必困，縱欲求戰，我嚴師待之，以逸擊勞，以飽擊餓，有必勝之道，勝之而後求息兵，或冀能從。」諸將皆曰：「善。」遂遣李遠等率騎兵六千擾其餉道，上令遠軍皆易彼甲胄，使遙見不疑，又恐臨戰相雜難辨，令各插柳枝一握於背為識。……壬申，李遠等如上旨，至濟甯穀亭沙河，沛縣敵望之，皆不覺。我軍焚其糧舟數百艘，糧數百萬石，軍資器械不可勝計，河水盡熱，魚鱉皆浮死，其運糧軍士盡散走。京師大震，而德州兵氣稍索矣。
100. ↑  《明通鑑》卷十二：秋，七月，己丑，燕師掠彰德。……丙申，燕師陷林縣。
101. ↑  《明通鑑》卷十二：丁酉，平安自真定乘虛攻北平，營於平村，離城五十里，擾其耕牧。燕世子督眾固守，遣人詣燕師告急。時王在大名，遣將劉江率兵往援。……九月，甲辰，燕將劉江與平安戰於北平，敗之，安退保真定。
102. ↑  《明太宗實錄》卷八：戊戌，方孝孺言於朝曰：「今河師老無功，而德州餉道又絕，事勢可憂，向以罷兵之說誘之，既不能行，則當別圖一策，安可坐視？臣有一策。」建文君曰：「試言之。」對曰：「燕世子孝謹仁厚，得國人心，燕王最愛之，而其弟高燧狡譎，素忌其寵，屢讒之于父不信。今但用計離間其世子，彼既疑世子，則必趣歸北平，即吾德州之餉道通矣，餉道通即兵氣振，可圖進取也。」……遂令孝孺草書貽世子，令背父歸朝，許以燕王之位，而令錦衣衛千戶張安齎詣世子，世子得書不啟封，並安遣人送軍前。時中官黃儼奸險，素為世子所惡，而高燧深結之為己地。及安持書至，儼已先遣人馳報上曰：「朝廷與世子已通密謀。」上不信，高煦時侍上，亦替儼言非謬，上亦不信。語竟，世子所遣人以書及張安皆至。上覽書，歎曰：「甚矣，奸人之險詐。吾父子至親愛，猶見離間，況君臣哉？」
103. ↑  《明太宗實錄》卷八：壬寅，諜報大同敵將房昭引兵入紫荊關，侵掠保定屬縣，……房昭據易州西水寨，寨在萬山中，四面極險，惟一徑扳緣可上。房昭欲守此為持久計，以窺伺北平。上曰：「保定，北平股肱郡，豈可不援？」遂班師。
104. ↑  《明通鑑》卷十二：八月，丁巳朔，燕師渡滹沱河，留其將孟善鎮保定，而自率兵圍水西寨。……冬，十月，丁巳，真定援兵至，燕師自定州馳還，合圍寨之兵邀擊於峨嵋山（在易州西南百里）下，令勇士卷旆登山，潛出陣後張旗幟，寨中望見大駭，與真定兵俱潰。斬首萬餘級，獲援將花英、鄭琦等，房昭、韋諒走免。
105. ↑  《明通鑑》卷十二：己卯，燕師還北平。……（十一月）壬辰，（劉）江及（楊）文戰於昌黎，敗之。
106. ↑  《明鑑綱目》卷二：有以中官奉使侵暴為言者，詔所在有司繫治，於是中官密遣人赴燕，具言京師空虛可取狀。
107. ↑  《明鑑綱目》卷二：會詔有司繫治中官奉使之不法者，先後奔燕，具言京師空虛可取狀，王乃慨然曰：「頻年用兵，何時已乎？要當臨江一決，不復反顧矣！」道衍亦力勸燕王：「毋下城邑，疾趨京師，此批亢擣虛之策也。」遂定計。
108. ↑  《明太宗實錄》卷八：（十二月）乙卯朔。
丙寅，上率師南征。
壬午，駐師蠡縣。
四年正月甲申朔。
乙未，由館陶度河。
丁丑，師至東阿舊縣，攻城不下，力戰拔之，斬首三千餘級，生擒其守將。
戊戌，攻拔東平，擒指揮詹璟。
庚子，攻拔汶上，擒指揮薛鵬。
庚戌，師至沛縣，守將以城降，知縣顏伯偉不出，為我軍所殺。
癸丑，師至徐州。
109. ↑  《明鑑綱目》卷二：冬十二月，詔駙馬都尉梅殷鎮淮安。
110. ↑  《明通鑑》卷十三：建文四年春正月，甲申，召故周王橚於蒙化，居之京師。命魏國公徐輝祖率京軍往援山東。
111. ↑  《明通鑑》卷十三：二月，甲寅，何福、平安、陳暉軍濟寧，盛庸軍淮上。燕師謀斷餉道，遣番騎款台率十二騎前覘，至鄒縣，遇南師轉餉卒三千人，款台大呼，馳入其陣，曰：「燕王大軍至矣。」轉餉卒驚潰。甲戌，燕師攻徐州，城中兵出戰，敗績，閉城而守。
112. ↑  《明通鑑》卷十三：三月，甲申，燕師趨宿州。壬辰，次渦河。
113. ↑  《明通鑑》卷十三：丁酉，平安率步騎四萬躡燕軍。燕王設伏於淝河，命都指揮王真與白義、劉江各率百騎逆之，緣路設伏。安兵將至，真誘之戰，束草置囊中如束帛狀，遇安軍，擲而餌之，安軍士競取囊。燕師伏發，真率壯士直前，斬馘無算。後軍不繼，安軍圍之數匝，遂斬真。真夙稱驍將，身被重創，猶格殺數十人，燕王嘗曰：「諸將奮勇如王真，何事不成！」聞其死，自率兵迎戰。安部將和爾和（火耳灰）挺槊大呼，直前刺王，馬忽蹶，為燕所禽。安軍乃卻，退屯宿州。
114. ↑  《明通鑑》卷十三：丙午，燕王遣將譚清率兵斷徐州餉道，以平安駐宿州為持久計，斷其糧餉，可不攻而自潰也。清至徐州擊轉餉兵，大破之，還至大店，為南軍所圍。燕軍望見旗幟，亟馳赴援，鐵鉉擊卻之。和爾和之被禽也，燕王令入宿衛。至是從王，欲立功自贖，乃以身翼王，殺南軍數十人，圍解，遁去。
115. ↑  《明通鑑》卷十三：夏，四月，丙寅，燕師次於睢水之小河，燕王令陳文扼要處為橋以濟。丁卯，平安列陣爭橋，會何福軍亦至，張左右翼，緣河而東，擊敗燕軍，遂斬陳文於陣。安轉戰至北坂，橫槊刺王，幾及之，燕番將王琪，躍馬入陣掖燕王，得脫。南軍奪橋而北，勇氣百倍。燕將張武率勇敢士自林間突出，與王騎合，擊卻之。於是南軍駐橋南，北軍駐橋北，相持者數日，南軍糧盡。燕王曰：「更待一二日，南軍饟稍集，未易攻也。」乃留兵千餘守橋，而潛移諸軍輜重去南營三十里，夜半，渡河繞出南軍後，安等大驚。而徐輝祖之援兵適至，甲戌，與燕兵大戰於齊眉山，自午至酉，南軍輒勝，斬燕驍將李斌。
116. ↑  《明通鑑》卷十三：維時王師再捷，燕人兇懼。會淮土暑濕薰蒸，北軍疾疫，乙亥，燕諸將請渡河，擇地休息士馬，俟釁而動。燕王曰：「兵事有進無退。」乃下令：「欲渡河者左，不欲者右。」諸將多趨左，王怒曰：「任公等自為之！」朱能曰：「諸軍勉旃！漢高十戰而九不勝，卒有天下。況敵已饑疲，邀其餉道，可以坐困。利已在我，豈可有退心！」諸將乃不復言。
117. ↑  《明鑑綱目》卷二：而帝聞訛言，謂燕兵已北，召輝祖還。福軍遂孤。
118. ↑  《明通鑑》卷十三：丁丑，何福移營，與平安合軍靈壁，深塹高壘為持久計，而糧運為燕兵所阻，不得達。時南中餽餉五萬，安率馬步六萬護之。己卯，燕王率精銳橫擊，截其軍為二，福空壁來援，殺燕兵數千，卻之。會高煦伏兵突出，燕王還軍復戰，福遂敗走
119. ↑  《明太宗實錄》卷九上：庚辰，何福等先與我軍相對，深溝高壘，欲運糧實其中，為持久計。至是，軍敗糧乏，眾心離貳，乃下令期明旦聞炮三震，即出走，約聚淮河就糧。辛巳，上命諸軍攻敵營壘，而躬率諸將先登，軍士蟻附而上。我軍三震炮，敵眾誤為己炮，急趨門走，門塞不得出，營中紛擾，人馬墜濠塹皆滿，破其營，生擒敵將左副總兵都督陳暉、右副總兵都督平安、右參將都督馬溥、都督徐真、都指揮孫成等三十七員、內官四員、禮部侍郎陳性善、大理寺丞彭典明、欽天監副劉伯完、指揮王貴等一百五十員，獲馬二萬餘匹，降者無算，悉縱遣，歡聲動地曰：「吾屬自此獲安矣。」何福單騎脫走。
120. ↑  《明通鑑》卷十三：於是南軍糧乏，乃下令，期以明日聞礮聲三，即突圍出，就糧於淮河。辛巳，燕師攻靈壁壘，發三礮，令軍士蟻附而登。福軍誤以為己號，爭門走，燕師乘之，人馬擾亂，遂大潰。指揮宋瑄，力戰死之。福單騎走免，安及陳暉、馬溥、徐真、孫成等三十七人皆被執。
121. ↑  《明鑑綱目》卷二：諸將請移駐淮河就糧，夜令軍中聞三礮即走。翌日，燕兵猝薄壘，亦發礮三。福軍以為己礮也，爭趨門出。燕兵乘之，遂大亂，人馬墜壕塹俱滿。福單騎走，安及都督陳暉、侍郎陳性善等三十七人皆被執。
122. ↑  《明通鑑》卷十三：己丑，燕師下泗州。王謁祖陵，賜父老牛酒。
123. ↑  《明鑑綱目》卷二：盛庸獨軍而南，以兵數萬、戰艦數千列淮南岸，棣兵不得渡。遣使至淮安，假道於駙馬都尉梅殷，殷劓其使，曰：「留汝口，還為而王言君臣大義。」棣氣沮。鳳陽守徐安，亦折浮橋絕舟楫以遏燕。
124. ↑  《明太宗實錄》卷九上：辛卯，敵將盛庸領馬步兵數萬、戰艦數千艘列淮之南岸，我軍列北岸相對。上命將士艤舟編筏，揚旗鼓噪，指麾若將度河者，敵望之有慎色。上別遣丘福、朱能等將驍勇數百人西行二十里，以小舟潛濟，漸近敵營舉炮，敵驚愕，福等突沖敵陣，敵眾棄戈甲而走，盛庸股戰不能上馬，其下掖之登舟，遂單舸脫走，我師盡獲其戰艦，遂濟淮，駐南岸。是日，克盱眙。
125. ↑  《明通鑑》卷十三：癸巳，燕師趨揚州。己亥，至天長，遣使招諭揚州守將王禮。先是，禮聞燕師至，謀以城降。監察御史王彬巡江淮治揚州，與指揮崇剛嬰城堅守，晝夜不解甲，知禮有異謀，執之，與其黨俱繫獄。有力士，能舉千斤，彬常以自隨，禮弟崇者，厚賂力士母，呼其子出。會彬解甲而浴，為千戶徐政、張勝所縛，遂出禮於獄，開門降。彬與剛皆不屈死。庚子，燕師克揚州。
126. ↑  《明太宗實錄》卷九上：壬寅，高郵等衛指揮王傑等率眾詣軍門降。
127. ↑  《明鑑綱目》卷二：徵天下兵勤王。……下罪己詔，遣慶成郡主詣燕軍。
128. ↑  《明通鑑》卷十三：壬寅，詔天下勤王，遣御史大夫練子寧、右侍中黃觀、修撰王叔英等分道徵兵，召齊泰、黃子澄還。於是蘇州知府姚善、寧波知府王璡、徽州知府陳彥回、樂平知縣張彥方、前永清典史周縉等，先後入衛。
129. ↑  《明太宗實錄》卷九上：孝孺言：「乃事急矣，宜以計稍緩之。」建文君曰：「何計？」曰：「曷遣人許以割地，稽延數日，東南召募壯丁，當畢集天塹之險，北軍不長於舟楫，相與決戰江上，勝敗未知。」建文君善其言，乃遣慶城郡主度江至軍門，白其事。郡主，上之從姊也。……（朱棣）又曰：「此奸臣欲姑緩我，以俟遠方之兵耳。我豈為其所欺哉？」郡主默然，遂辭歸。
130. ↑  《明通鑑》卷十三：六月，癸丑朔，燕師將渡江，盛庸扼之於浦子口，敗之。燕王欲且議和北還，適高煦引兵至，王仗鉞拊其背曰：「勉之！世子多疾。」於是煦率眾殊死戰，庸兵失利，退屯高資港。
131. ↑  《明通鑑》卷十三：會朝廷遣都督僉事陳瑄率舟師往援，瑄叛降燕。
132. ↑  《明通鑑》卷十三：甲寅，燕王祭大江。乙卯，燕師自瓜洲渡江，盛庸迎戰於高資港，敗績。諸將請徑薄京城，燕王曰：「鎮江咽吭，不先下之，往來不便。」戊午，至鎮江，守將童俊以城降。
133. ↑  《明通鑑》卷十三：庚申，燕師營於龍潭，京師大震。上徘徊殿廷間，召方孝孺問計。時廷臣勸上幸浙或湖、湘以圖興複，孝孺曰：「城中尚有禁兵二十萬，唯有力守以待援兵。即事不濟，國君死社稷，正也。無已，且遣大臣、諸王等再詣燕師以緩之。」辛酉，上遣李景隆及兵部尚書茹瑺、都督王佐復至燕軍申前請，燕王曰：「皇考已分封，今割地何名？公等歸奏上，但奸臣至，我即解甲謝罪，退謁孝陵，歸奉北藩。」景隆等惶懼不能對，遽還。壬戌，上復遣谷王橞、安王楹等往，王卒不奉詔，唯與諸王相勞苦，宴罷遣歸。
134. ↑  《明通鑑》卷十三：甲子，上遣人潛齎蠟丸，四出促援兵，皆為燕遊騎所獲。是時王叔英募兵於廣德，齊泰奔往從之；姚善起兵於蘇州，黃子澄往從之；而練子寧募兵於杭州，黃觀募兵於上游，皆倉猝不得至。上唯與方孝孺執手流涕，命徐輝祖等分道出御。谷王橞，李景隆等守金川門。時左都督徐增壽，久蓄異志，至是首謀內應。御史魏冕、大理丞鄒瑾率同官毆之，請速加誅，上猶不聽。
135. ↑  《明太宗實錄》卷九下：乙丑，上至金川門。時諸王分守京城門，谷王橞守金川門，橞登城望。上遂按兵而入，城中軍民皆具香花夾道迎拜，將士入城肅然，秋毫無犯，市不易肆，民皆按堵。
136. ↑  《明通鑑》卷十三：乙丑，燕師薄金川門。時北兵駐龍潭，王慮京師完繕，勤王之師四集，乃遣劉保、華聚等領十餘哨至朝陽門，覘知無備，還報燕王，遂率大隊整兵前進。至則增壽果謀內應，上乃手刃之於左順門。而是時谷王橞、李景隆已開門納燕師，輝祖等力戰，敗績。
137. ↑  《明鑑綱目》卷二：棣尋進兵屯金川門，左都督徐增壽謀內應，帝手劍斬之。橞、景隆守金川門，登城望見棣麾蓋，開門迎降。御史連楹叩馬欲刺棣，被殺。都城陷。
138. ↑  《明通鑑》卷十三：上知事不可為，縱火焚宮，馬后死之。傳言「帝自地道出，翰林院編修程濟、御史葉希賢等凡四十餘人從。」
139. 1 2  《明通鑑》卷十三：王既入，遣中使出馬后屍於火，詭言帝屍，持之泣，曰：「癡兒，何至是！」
140. ↑  《明通鑑》卷十三：壬申，葬建文皇帝，——蓋馬后也。上以葬禮詢之王景，對曰：「當以天子之禮葬。」從之。
141. ↑  《明鑑綱目》卷二：宮中火起，帝不知所終。棣遣中使出后屍於火，詭云帝屍。越八日，用學士王景言，備禮葬之。然葬地所在，後無聞焉。或曰帝由地道出亡，其後滇黔巴蜀間，皆傳有帝為僧時往來跡，世遂以帝為遜國云。
142. ↑  《明史·卷113》：惠帝皇后马氏，光禄少卿全女也。洪武二十八年册为皇太孙妃。建文元年二月册为皇后。四年六月，城陷，崩于火。
143. 1 2  《明通鑑》卷十三：丁丑，殺兵部尚書齊泰、太常寺卿黃子澄、文學博士方孝孺，皆夷其族。
144. ↑  《明史·卷一百四十八》「成祖初入京，榮迎謁馬首曰：『殿下先謁陵乎，先即位乎？』成祖遽趣駕謁陵。」
145. ↑  《明通鑑》卷十三：方燕王之入城也，楊榮迎謁，請曰：「殿下先谒陵乎？先即位乎？」王乃悟。
146. ↑  《明太宗實錄》卷九下：丙寅，諸王及文武群臣請上正天位。……上不許。
丁卯，諸將上表勸進……不聽。
戊辰，諸王上表勸進……上不允。
是日，文武群臣複上表勸進。……上固辭不允。
147. 1 2  《明太宗實錄》卷九下：己巳，上謁孝陵，欷歔感慕，悲不能止。禮畢，攬轡回營，諸王及文武群臣備法駕，奉寶璽，迎上於道，遮上馬不得行。上固拒再言，諸王及文武群臣擁上登輦，軍民耆老，萬眾夾道，俯歡呼，連稱萬歲。上不得已升輦，曰：「諸王群臣以為我奉宗廟宜，莫如予。宗廟事重，予不足，今為眾心所載，予辭弗獲，強循眾志，然宜協心輔予不逮。」遂詣奉天殿，即皇帝位，諸王暨文武群臣上表稱賀。
148. ↑  《明通鑑》卷十三：十一月，壬辰，立妃徐氏為皇后。
149. ↑  《明太宗實錄》卷九下：洪武三十五年夏六月庚午，命五府、六部一應建文中所改易洪武政令格條，悉復舊制，遂仍以洪武紀年，今年稱洪武三十五年。
150. ↑  《明鑑綱目》卷二：秋，七月，壬午朔，大祀南郊，以太祖配。赦天下，詔：「自今年六月後仍稱洪武三十五年，以明年為永樂元年。」……考當時成祖不欲用惠帝年號，又不欲於季夏改元，故於即位之初，仍以洪武三十五年為紀。說者遂謂止改是年，不知詔內所云，止就現在而計，遂舉是歲六日為例，以便遵循；實則前三年皆已並從改革，故當時欽天監所進歷日，直書洪武三十二年，至三十五年。
151. ↑  《明通鑑》卷十三：凡建文朝廢斥者，盡還故官。甲申，詔建文時所改官制，一切復之。
152. ↑  甲戌，上諭群臣曰：「我皇考肇造鴻業，垂法萬年，為子孫計，思慮至周。比者，建文信任奸回，悉更舊制，使天下臣民無所遵法。予荷天地考妣之祐，繼承天位，凡皇考法制為所更改者，悉複其舊。爾群臣尚竭乃心力，弼予於治。凡人才識不同，長於此，短于彼，苟事有過誤，即明言之，予不汝責。若隱而不言，日久覺露，情同欺罔，法則難容。夫慎終必先謹始，持己在存誠，始終靡愆，咎何由至？始若不謹，曷克有終？予念君臣一體，故披露赤心，丁寧告戒，爾等其欽承予意。」
153. ↑  《明通鑑》卷十二：是月（建文二年正月），詔均江浙田賦。初，太祖屢蠲蘇、松、嘉、湖極重田畝，至是復諭戶部減免，畝不得過一斗。迨革除后，浙西賦復重云。
154. ↑  《国榷》：谕在京军民人等：予日者固守望藩封，以左班奸臣，窃弄威福，骨肉被其残害，起兵诛之，盖扶持社稷，保安亲藩也。今拟定京城，奸臣之有罪者，予不敢赦；无罪者，予不敢杀。或小人报仇，擅绑缚、却略，祸及亡辜，非本意。
155. ↑  《明通鑑》卷十三：坐死者八百七十三人。外親之外，親族盡數抄沒，發充軍坐死者復千餘人
156. ↑  《明實錄熹宗實錄》卷二二：「己亥，詔卹先臣方孝孺遺胤。孝孺在建文朝以侍讀學士直文淵閣，當靖難師入，以草詔不從，致夷十族。其幼子德宗幸寧海謫尉魏澤匿之，密托諸生餘學夔負入松江島嶼，以織網自給。華亭俞允妻以養女，因冒余姓，遂延一線。至是，其十世孫方忠奕以貢來京，伏闕上書，得旨：方孝孺忠節持著，既有遺胤，準與練子寧一體恤錄。」
157. ↑  《明通鑑》卷十三：其次黃太常，坐累死者，族子六十五人，外戚二百八十人。
158. ↑  《明通鑑》卷十三：及京師不守，清知建文之出亡也，密謀興復，乃詣闕自歸，上喜曰：「吾故人也。」命仍故官，委蛇班行者久之。是日早朝，清衣緋懷刃而入。先是日者奏「異星赤色犯帝座急。」上故疑清。及朝，清獨著緋，命搜之，得所藏刃，詰責，清奮起曰：「欲為故主報仇耳！」上怒，命磔於市，清罵不絕口而死。一日，上晝寢，夢清繞殿追之。上曰：「清猶能為厲耶！」乃夷其九族，盡掘其先人冢墓。又籍其鄉，轉相攀染，謂之「瓜蔓抄」，村里為墟。
159. ↑  《明史》卷一百四十一：贊曰：帝王成事，蓋由天授。成祖之得天下，非人力所能禦也。齊、黃、方、練之儔，抱謀國之忠，而乏制勝之策。然其忠憤激發，視刀鋸鼎鑊甘之若飴，百世而下，凜凜猶有生氣。是豈泄然不恤國事而以一死自謝者所可同日道哉！由是觀之，固未可以成敗之常見論也。
160. ↑  《明史》卷一百四十一：仁宗即位，谕礼部：「建文诸臣，已蒙显戮。家属籍在官者，悉宥为民，还其田土。其外亲戍边者，留一人戍所，余放还。」万历十三年三月，释坐孝孺谪戍者后裔，浙江、江西、福建、四川、广东凡千三百余人。而孝孺绝无后，惟克勤弟克家有子曰孝复。洪武二十五年尝上书阙下，请减信国公汤和所加宁海赋，谪戍庆远卫，以军籍获免。孝复子琬，后亦得释为民。世宗时，松江人俞斌自称孝孺后，一时士大夫信之，为纂《归宗录》。既而方氏察其伪，言于官，乃已。神宗初，有诏褒录建文忠臣，建表忠祠于南京，首徐辉祖，次孝孺云。
161. ↑  《明史》卷一百二十五：及燕兵渡江，輝祖猶引兵力戰。成祖入京師，輝祖獨守父祠弗迎。於是下吏命供罪狀，惟書其父開國勳及券中免死語。成祖大怒，削爵幽之私第。永樂五年卒。萬曆中錄建文忠臣，廟祀南都，以輝祖居首。後追贈太師，諡忠貞。
162. ↑  《皇明书》卷三，明万历三十四年刻本：“降封允熥、允熞、允熺爲廣澤王、懷恩王、敷惠王，尋廢死。”
163. ↑  李林楠著，《永乐之治：朱棣传》，文化发展出版社，2021年11月，ISBN 978-7-5142-3397-1，第三章、壬午之际，第6节、全国统治的建立
164. ↑  《明史刑法志》提到东厂的制度，“凡中官掌司礼监印者，其属称之曰宗主，而督东厂者曰督主。东厂之属无专官，掌刑千户一，理刑百户一，亦谓之贴刑，皆卫官。”
165. ↑  曾永義《中國古典戲劇的認識與欣賞》正中書局，第59頁
166. ↑  劉孝平《明代禁書述略》圖書館理論與實踐－2005年05期
167. ↑  Sperling，《Authenticating Tibet: Answers to China's 100 Questions》，19-20頁
168. ↑  《劍橋中國明代史（下卷）》
169. ↑  蔡石山著，江政宽译，《永乐大帝：一个中国帝王的精神肖像》，中华书局，2009年11月，ISBN 978-7-101-06977-8，第八章、永乐和蒙古人，第146-147页
170. ↑  蔡石山著，江政宽译，《永乐大帝：一个中国帝王的精神肖像》，中华书局，2009年11月，ISBN 978-7-101-06977-8，第八章、永乐和蒙古人，第145-146页
171. ↑  《明史》（卷153）：“九年命開會通河。會通河者，元至元中，以壽張尹韓仲暉言，自東平安民山鑿河至臨清，引汶絕濟，屬之衛河，為轉漕道，名曰「會通」。然岸狹水淺，不任重載，故終元世海運為多。明初輸餉遼東、北平，亦專用海運。”
172. ↑  《明史》（卷153）：“洪武二十四年，河決原武，絕安山湖，會通遂淤。永樂初，建北京，河海兼運。海運險遠多失亡，而河運則由江、淮達陽武，發山西、河南丁夫，陸輓百七十里入衛河，歷八遞運所，民苦其勞。至是濟寧州同知潘叔正上言：「舊會通河四百五十餘里，淤者乃三之一，浚之便。」於是命禮及刑部侍郎金純、都督周長往治之。禮以會通之源，必資汶水。乃用汶上老人白英策，築堽城及戴村壩，橫亙五里，遏汶流，使無南入洸而北歸海。匯諸泉之水，盡出汶上，至南旺，中分之為二道，南流接徐、沛者十之四，北流達臨清者十之六。南旺地勢高，決其水，南北皆注，所謂水脊也。因相地置閘，以時蓄泄。自分水北至臨清，地降九十尺，置閘十有七，而達於衛；南至沽頭，地降百十有六尺，置閘二十有一，而達於淮。凡發山東及徐州、應天、鎮江民三十萬，蠲租一百一十萬石有奇，二十旬而工成。又奏浚沙河入馬常泊，以益汶。語詳《河渠志》。是年，帝復用工部侍郎張信言，使興安伯徐亨、工部侍郎蔣廷瓚會金純，浚祥符魚王口至中灤下，復舊黃河道，以殺水勢，使河不病漕，命禮兼董之。八月還京師，論功第一，受上賞。潘叔正亦賜衣鈔。”
173. ↑  《明史》（卷153）：“明年，以御史許堪言衛河水患，命禮往經畫。禮請自魏家灣開支河二，泄水入土河，復自德州西北開支河一，泄水入舊黃河，使至海豐大沽河入海。帝命俟秋成後為之。”
174. ↑  《明史》（卷153）：“禮還言：「海運經歷險阻，每歲船輒損敗，有漂沒者。有司修補，迫於期限，多科斂為民病，而船亦不堅。計海船一艘，用百人而運千石，其費可辦河船容二百石者二十，船用十人，可運四千石。以此而論，利病較然。請撥鎮江、鳳陽、淮安、揚州及兗州糧，合百萬石，從河運給北京。其海道則三歲兩運。」已而平江伯陳瑄治江、淮間諸河功，亦相繼告竣。於是河運大便利，漕粟益多。十三年遂罷海運。”
175. ↑  李林楠著，《永乐之治：朱棣传》，文化发展出版社，2021年11月，ISBN 978-7-5142-3397-1，第五章、新的秩序，第4节、典型的宗藩秩序：朝鲜，第361-370页
176. ↑  李林楠著，《永乐之治：朱棣传》，文化发展出版社，2021年11月，ISBN 978-7-5142-3397-1，第五章、新的秩序，第5节、“日本国王源道义”
177. ↑  陳誠著《西域行程記》、《西域番國志》 周連寬校注2000 中華書局ISBN 978-7-101-02058-8/K
178. ↑  蔡石山 著 江政宽 译 《永乐大帝 一个中国帝王的精神肖像》 中华书局 2009年11月 ISBN 978-7-101-06977-8
179. ↑  火者·蓋耶速丁原著何高濟譯《沙哈魯遣使中國記》 ISBN 978-7-101-03556-8
180. ↑  李林楠著，《永乐之治：朱棣传》，文化发展出版社，2021年11月，ISBN 978-7-5142-3397-1，第五章、新的秩序，第6节、帖木儿帝国与关西七卫
181. ↑  孫承澤《春明夢余錄·卷十三》載，《永樂大典》的編修隊伍共有「正總裁3人，副總裁25人，纂修387人，催纂5人，編寫332人，看樣57人，謄寫1381人，續送教授10人，辦事官吏20人，凡2180人」
182. ↑  蔡石山著，江政宽译，《永乐大帝：一个中国帝王的精神肖像》，中华书局，2009年11月，ISBN 978-7-101-06977-8，第七章、文皇帝，第123-124页
183. ↑  《明成祖实录》 卷52
184. ↑  马欢著 《瀛涯胜览·旧港国》
185. 1 2  郑鹤声等编  《郑和下西洋研究文选》 558页
186. ↑  马欢著 《瀛涯胜览·古里国》
187. ↑  郑鹤声：《从新史料考证郑和下西洋事之年岁》 《郑和下西洋研究文选》 167页 ISBN 978-7-5027-6377-0/K
188. ↑  明朝设立宣慰使司，治理边疆少数民族，以从三品宣慰使为首，见明史卷七十六《职官志》《宣慰司》
189. ↑  《明太宗实录》 卷52
190. ↑  《明史》《成祖本纪》：“永乐六年九月癸亥，郑和复使西洋”
191. ↑  郑鹤声等编  郑和下西洋研究文选 569页
192. ↑  明陆容 《菽园杂记》卷三
193. ↑  明费信《星槎胜览·满剌加国》
194. ↑  明费信 《星槎胜览·九洲山》
195. ↑  明费信 《星槎胜览·锡兰山国》
196. ↑  《明太宗实录》 卷77
197. ↑  《明史·满剌加传》
198. ↑  《明史》 卷326 《锡兰山传》
199. ↑  《明太宗实录》 卷78
200. ↑  明严从简 《殊域周咨录》
201. ↑  《明太宗实录》 卷86
202. ↑  明马欢《瀛涯胜览·占城国》
203. 1 2  郑鹤声等编  《郑和下西洋研究文选》 577页
204. ↑  明费信《星槎胜览·苏门答剌国》
205. ↑  郑鹤声等编  《郑和下西洋研究文选》 1071页
206. ↑  泉州镇抚蒲日和《泉州灵山回教先贤墓行香碑》，郑鹤声等编  《郑和下西洋研究文选》 586页
207. ↑  郑鹤声等编  《郑和下西洋研究文选》 585页
208. ↑  郑鹤声等编  《郑和下西洋研究文选》 586页
209. ↑  向达校注 《西洋番国志》附录二·五《长乐山南山寺天妃之神灵应记》，53页 中华书局
210. ↑  《蒲日和传》 郑鹤声等编  《郑和下西洋研究文选》  14页
211. ↑  康熙《江寧縣志》記載：「三寶太監鄭和墓，在牛首山之西麓。永樂中命下西洋……宣德初，復命入西洋，卒於古里國，此則賜葬衣冠處也。」
212. ↑  朱元璋《皇明祖訓》，收錄於《四庫全書存目叢書·史部》第264冊，齊魯書社，167─168頁。
213. 1 2 3 4 5 6 7  .   [2011-10-12]. （原始内容存档于2009-04-06）.
214. ↑  《明實錄·太宗實錄》卷十九，永樂元年夏四月丁未朔條，茲參考李國祥主編《明實錄類纂·涉外史料卷》，武漢出版社版，574頁。
215. ↑  《明實錄·太宗實錄》卷二十五，永樂元年十一月戊午條，茲參考李國祥主編《明實錄類纂·涉外史料卷》，武漢出版社版，575頁。
216. ↑  陳仲金《越南史略》第三卷第十一章，北京商務印書館中譯本，134頁；Hội Bảo tồn Di sản chữ Nôm─潘清簡等《欽定越史通鑑綱目》正編卷之十二，image 46[]
217. ↑  《明實錄·太宗實錄》卷三十三，永樂二年八月乙亥條，茲參考李國祥主編《明實錄類纂·涉外史料卷》，武漢出版社版，577-578頁。
218. ↑  吳士連等《大越史記全書·本紀全書·陳紀附胡漢蒼》，東京大學東洋文化硏究所校合本，488頁。
219. ↑  《明實錄·太宗實錄》卷三十三，永樂二年八月丁酉條，茲參考李國祥主編《明實錄類纂·涉外史料卷》，武漢出版社版，578-579頁。
220. ↑  嚴從簡《殊域周咨錄·安南》，北京中華書局點校本，176頁。
221. ↑  《明實錄·太宗實錄》卷四十三，永樂三年六月己丑條，茲參考李國祥主編《明實錄類纂·涉外史料卷》，武漢出版社版，580頁。
222. ↑  吳士連等《大越史記全書·本紀全書·陳紀附胡漢蒼》，東京大學東洋文化硏究所校合本，485頁；《明實錄·太宗實錄》卷三十，永樂二年四月癸酉條，以及《明實錄·太宗實錄》卷三十九，永樂三年二月壬申條；茲同參考李國祥主編《明實錄類纂·涉外史料卷》，武漢出版社版，576及580頁；Hội Bảo tồn Di sản chữ Nôm─潘清簡等《欽定越史通鑑綱目》正編卷之十二，image 51[]；陳仲金《越南史略》第三卷第十一章，北京商務印書館中譯本，134頁。
223. ↑  陳仲金《越南史略》第三卷第十一章，北京商務印書館中譯本，134頁。
224. ↑  《明實錄·太宗實錄》卷三十三，永樂二年八月庚午條，茲參考李國祥主編《明實錄類纂·涉外史料卷》，武漢出版社版，577頁。
225. ↑  《明實錄·太宗實錄》卷四十八，永樂三年十一月丙申條，茲參考李國祥主編《明實錄類纂·涉外史料卷》，武漢出版社版，581頁。
226. ↑  《明實錄·太宗實錄》卷四十九，永樂三年十二月庚辰條，茲參考李國祥主編《明實錄類纂·涉外史料卷》，武漢出版社版，581頁。
227. ↑  吳士連等《大越史記全書·本紀全書·陳紀附胡漢蒼》，東京大學東洋文化硏究所校合本，485-487頁；Hội Bảo tồn Di sản chữ Nôm─潘清簡等《欽定越史通鑑綱目》正編卷之十二，image 52-54[]；陳仲金《越南史略》第三卷第十一章，北京商務印書館中譯本，134-135頁。
228. ↑  《明實錄·太宗實錄》卷五十二，永樂四年三月丙午條，以及《明實錄·太宗實錄》卷五十三，永樂四年四月辛未條，茲同參考李國祥主編《明實錄類纂·涉外史料卷》，武漢出版社版，582頁；吳士連等《大越史記全書·本紀全書·陳紀附胡漢蒼》，東京大學東洋文化硏究所校合本，487-488頁；Hội Bảo tồn Di sản chữ Nôm─潘清簡等《欽定越史通鑑綱目》正編卷之十二，image 54-55[]；陳仲金《越南史略》第三卷第十一章，北京商務印書館中譯本，135頁。
229. ↑  《明實錄·太宗實錄》卷五十六，永樂四年七月辛卯條，茲參考李國祥主編《明實錄類纂·涉外史料卷》，武漢出版社版，583-584頁。
230. ↑  《越南通史》第四編第十一章第二節，中國人民大學出版社版，394頁。
231. ↑  《明實錄·太宗實錄》卷六十，永樂四年十月乙未條，茲參考李國祥主編《明實錄類纂·涉外史料卷》，武漢出版社版，588-590頁。關於檄文中的二十個罪狀，原文如下：

|  | 惟茲伐暴之師，必著聲罪之實： - 賊人黎季犛父子兩弒前安南國王以據其國，罪一也。 - 賊殺陳氏子孫宗族殆盡，罪二也。 - 不奉朝廷正朔，僭改國名大虞，妄稱尊號，紀元元聖，罪三也。 - 視國人如仇讎，淫刑峻法，暴殺無辜，重斂煩徵，剝削不已，使民手足無措，窮餓罔依，或死填溝壑，或生逃他境，罪四也。 - 世本姓黎，背其祖宗，擅自改易，罪五也。 - 憑籍陳氏之親，妄稱暫權國事以上罔朝廷，罪六也。 - 聞國王有孫在京師，誑詞陳請迎歸本國以事之，及朝廷赦其前過，俯從所請，而益肆邪謀，遮拒天兵，阻遏天使，罪七也。 - 其安南國王之孫始被迫逐，萬死一生，皇上仁聖矜憫存恤，資給護送，俾還本土；黎賊父子不思感悔，竟誘殺之，逆天滅理，罪八也。 - 寧遠州世奉中國職貢，黎賊恃強奪共七寨，佔管人民，殺虜男女，罪九也。 - 又殺其土官刀吉罕之婿刀猛慢，虜其女曩亦以為驅使，強徵差，發銀兩，驅役百端，罪十也。 - 威逼各處土官趨走執役，發兵搜捕夷民，致一概驚走，罪十一也。 - 侵佔思明府祿州、西平州永平之地，及朝廷遣使索取，巧詞支吾，所還舊地，十無二三，罪十二也。 - 還地之後，又遣賊徒據西平州劫殺朝廷命官，復謀來寇廣西，罪十三也。 - 占城國王占巴的賴新遭父喪，即舉兵攻其舊州格列等地，罪十四也。 - 又攻占城板達良白黑等四州，盡掠其人民孽畜，罪十五也。 - 又加兵占城，取其象百餘隻，佔沙離牙等地，罪十六也。 - 占城為中國藩臣，既受朝廷印章服物，黎賊乃自造鍍金銀印、九章冕服玉帶等物，以逼賜其王，罪十七也。 - 占城國王惟尊中國，不重安南，以此一年凡兩兵加，罪十八也。 - 天使以占城使者同往本國，黎賊以兵劫之於尸毗柰港口，罪十九也。 - 朝貢中國，不遣陪臣，乃取罪人假以官職，使之為使，如此欺侮不敬，罪二十也。 斯其大者，餘不悉言。 |
232. ↑  《明實錄·太宗實錄》卷六十二，永樂四年十二月丙申條，以及《明實錄·太宗實錄》卷六十二，永樂四年四月丁酉條，茲同參考李國祥主編《明實錄類纂·涉外史料卷》，武漢出版社版，592-593頁；吳士連等《大越史記全書·本紀全書·陳紀附胡漢蒼》，東京大學東洋文化硏究所校合本，489-490頁；Hội Bảo tồn Di sản chữ Nôm─潘清簡等《欽定越史通鑑綱目》正編卷之十二，image 56-59[]；陳仲金《越南史略》第三卷第十一章，北京商務印書館中譯本，135-136頁。
233. ↑  吳士連等《大越史記全書·本紀全書·後陳紀·簡定帝》，東京大學東洋文化硏究所校合本，493-495頁；Hội Bảo tồn Di sản chữ Nôm─潘清簡等《欽定越史通鑑綱目》正編卷之十二，image 59-64[]；陳仲金《越南史略》第三卷第十一章，北京商務印書館中譯本，136-137頁。
234. ↑  《明實錄·太宗實錄》卷八十，永樂六年六月己丑條，茲參考李國祥主編《明實錄類纂·涉外史料卷》，武漢出版社版，613-614頁。
235. ↑  《明實錄·太宗實錄》卷六十八，永樂五年六月癸未條，茲參考李國祥主編《明實錄類纂·涉外史料卷》，武漢出版社版，597-602頁。
236. ↑  《明實錄·宣宗實錄》卷三十二，宣德二年十月癸未條，茲參考李國祥主編《明實錄類纂·涉外史料卷》，武漢出版社版，711頁。
237. ↑  吳士連等《大越史記全書·本紀實錄·黎紀·太祖高皇帝》，東京大學東洋文化硏究所校合本，546-549頁；Hội Bảo tồn Di sản chữ Nôm─潘清簡等《欽定越史通鑑綱目》正編卷之十四，image 60-64[]；陳仲金《越南史略》第三卷第十四章，北京商務印書館中譯本，161-167頁。
238. ↑  吳士連等《大越史記全書·本紀實錄·黎紀·太祖高皇帝》，東京大學東洋文化硏究所校合本，563頁；《明實錄·宣宗實錄》卷三十二，宣德二年十月癸未條，茲參考李國祥主編《明實錄類纂·涉外史料卷》，武漢出版社版，711頁；陳仲金《越南史略》第三卷第十四章，北京商務印書館中譯本，167-168頁。
239. ↑  《明史·鞑靼列传》，中华书局1974年版，卷327
240. 1 2 3  李林楠. . 文化发展出版社. 2021年. ISBN 9787514233971.
241. ↑  《明太宗实录》卷一三0，永乐二十二年七月壬辰。
242. ↑  蔡石山著，江政宽译，《永乐大帝：一个中国帝王的精神肖像》，中华书局，2009年11月，ISBN 978-7-101-06977-8，第八章、永乐和蒙古人，第166页
243. ↑  [明] 张萱：《西园闻见录》，卷一百三，《戴元礼》，第641页。
244. ↑  [隋] 巢元方 撰、南京中医学院 校释：《诸病源候论校释》，《癥瘕病诸候·癥瘕候》，第589页
245. ↑  [隋] 巢元方 撰、南京中医学院 校释：《诸病源候论校释》，《癥瘕病诸候·蛟龙病候》，第595页
246. ↑  [唐] 王焘 撰、高文柱 校注：《外台秘要方校注》，卷一二，《蛟龙病方一首》，第223页
247. ↑  [隋] 巢元方 撰、南京中医学院 校释：《诸病源候论校释》，《癥瘕病诸候·瘕病候》，第596页
248. ↑  胡汉生 著 《明十三陵》 中国青年出版社 1998年1月 ISBN 978-7-5006-2702-9 第257页
249. ↑  《明太宗实录》，卷二七三，第2469页，“永乐二十二年七月庚寅”
250. ↑  [明] 佚名：《奉天靖难记》，卷一，第427-428页。[明] 佚名 撰、王崇武 校注：《奉天靖难记注》，卷一，第17-18页。
251. ↑  [明] 佚名 撰、王崇武 校注：《奉天靖难记注》，第3-4页引姚广孝撰袁珙墓志铭。
252. ↑  《削燕屬籍詔》：今棣乃忘祖逆天，稱兵構逆，意欲犯闕，危宗社。悖逆如此，孰不駭聞？昔先皇帝時，棣包藏禍心，為日已久。印造偽鈔，陰結人心，朝命窮極，藏匿罪人，先帝震怒，遂以成疾。至於升遐，海內聞知，莫不痛忿。今不悔過，又造滔天之惡，雖欲赦之，而獲罪宗社、天地不容。
253. ↑  《明太宗实录》，卷二七四，第2478-2479页，“永乐二十二年八月至十二月”
254. ↑  清 张廷玉等 《明史·成祖本纪》
255. ↑  顾诚：《明前期耕地数新探》，第30页，（收入：顾诚，《隐匿的疆土——卫所制度与明帝国》，第1-32页）
256. ↑  蔡石山著，江政宽译，《永乐大帝：一个中国帝王的精神肖像》，中华书局，2009年11月，ISBN 978-7-101-06977-8，第一章、永乐朝廷生活的一天/1423年2月23日，第1页
257. ↑  蔡石山著，江政宽译，《永乐大帝：一个中国帝王的精神肖像》，中华书局，2009年11月，ISBN 978-7-101-06977-8，第十章、结语，第203页
258. ↑  朝鮮《朝鮮王朝實錄·世宗莊憲大王實錄》二十六卷世宗六年十月十七日戊午第二條
259. ↑  胡长明. . 人民网. 人民政协报.   [2021-09-13]. （原始内容存档于2021-09-21）.
260. ↑  商传著，《永乐皇帝朱棣》，长春出版社，2010年10月，ISBN 978-7-5445-1250-3，第十章、最后的亲征
261. ↑  晁中辰著，《明成祖传》，人民出版社，2003年3月，ISBN 7-01-001484-1/K·359，第十四章、思想、才识和一生功过，第3节、千秋功罪待评说
262. ↑  李林楠著，《永乐之治：朱棣传》，文化发展出版社，2021年11月，ISBN 978-7-5142-3397-1，尾声 朱棣和他的时代
263. ↑  懿文太子、秦愍王、晉恭王、明成祖、周定王、寧國公主、安慶公主
264. ↑  查繼佐：《罪惟錄》
265. ↑  许文继、陈时龙：《正说明朝十六帝》，中华书局。
266. ↑  朱彝尊说：“中述孝慈高皇后无子，不独长陵为高丽碽妃所出，而懿文太子及秦晋二王，皆李淑妃产也。闻者争以为骇。史局初设，彝尊尝以是质诸总裁前辈，总裁谓宜仍实录之旧。今观天启三年《南京太常寺志》，大书‘孝陵殿宇中，设高皇帝后主，左配生子妃五人，右只碽妃一人’。事足征信。然则实录出于史臣之曲笔，不足从也。”（朱彝尊：《曝书亭集》卷44）
267. ↑  傅斯年以为，“实为碽妃子，不为高后”，“庚辛帝子一说乃妄人之谈，敌国之语，不足道者也”
268. ↑  朱希祖在其《明成祖生母记疑辩》反對傅斯年的說法：“若高丽果有过碽氏为太祖妃或成祖母，则高丽史亦必大书特书，载其家世，如元顺帝皇后奇氏矣。且明太祖妃韩氏、明成祖权妃、任顺妃、李昭仪、吕婕妤、崔美人皆能详其家世，独碽妃则高丽及朝鲜史皆无记载。”
269. ↑  潘谷西.  第四卷. 中国建筑工业出版社. 1999年. ISBN 9787112090990.
270. ↑  吴晗：《明成祖生母考》
271. 1 2 3 4 5 6 7 8 9  《國榷》
272. ↑  《明太宗實錄》卷88：永樂七年二月，封張氏為貴妃，張氏故追封河間忠武王王之女。
273. 1 2 3 4 5 6 7 8 9 10 11 12  《明書》[页码请求]
274. ↑  《明太宗實錄》卷235,237：永樂十九年三月，甲申賢妃喻氏薨，上輟朝一日，賜祭，謚昭順，喪葬禮視昭獻貴妃云。永樂十九年五月，加謚昭順賢妃喻氏為忠敬昭順賢妃
275. ↑  肖春娟.  (硕士论文). 中央民族大学. 2006  [2022-03-06]. （原始内容存档于2022-04-03） （简体中文）. 永乐八年十月 郑氏 [年龄]十八 [封号]不详 前朝大夫知宣州（有作宜州）事郑允厚女② [父兄除受职位]光禄少卿（秩四品）[……]②《李朝太宗实录》卷18，己丑九年八月甲寅条，写做“前知宣州事”；卷20，庚寅十年十月辛酉，又记为“前知宜州事”，“宣”和“宜”字形相，应该是笔误所致。
276. ↑  崔靖. . 云南师范大学学报：哲学社会科学版 (云南省昆明市: 云南师范大学). 2014, (2014年第2期): 151—156  [2021-11-03]. ISSN 1000-5110. （原始内容存档于2021-11-04） （简体中文）.
277. ↑  《明書》
278. ↑  《弇山堂别集》